# Lijst van straten in Deventer
Dit is een lijst van straten in de gemeente Deventer in de Nederlandse provincie Overijssel met hun oorsprong/betekenis.

## Straten in Deventer

### A
- A. Boegbornstraat – Arend Boegborn (1896–1940), Deventer kunstschilder[1][noot 1]
- A.J. Duymaer van Twiststraat – Albertus Jacobus Duymaer van Twist (1809-1887), politicus en bestuurder
- A.J. Vitringastraat – Anne Johannes Vitringa (1827–1901), rector van het gymnasium te Deventer en hoogleraar aan het Deventer Athenaeum Illustre

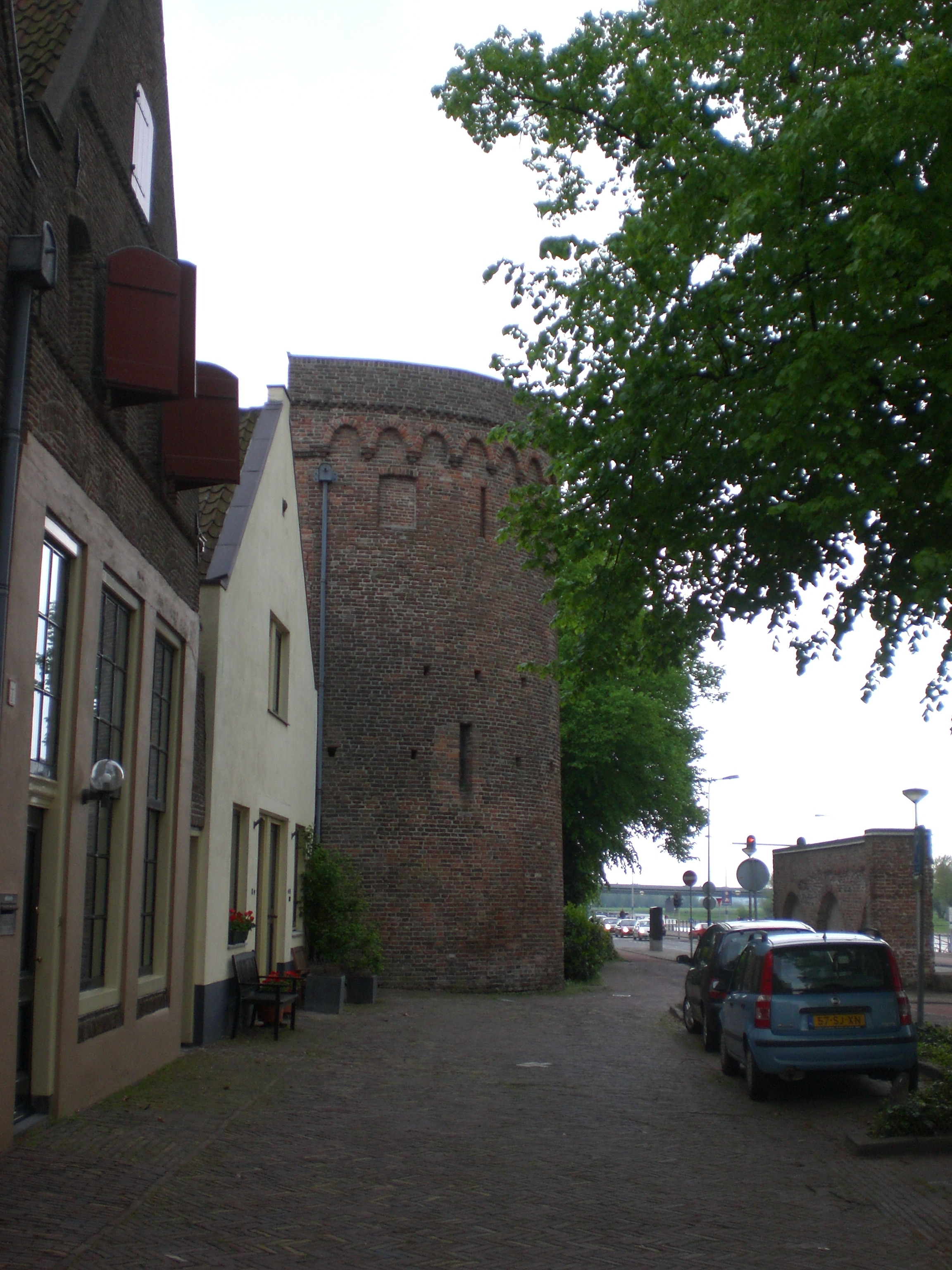
Achter de Muren Vispoort (2010)

- Aalbert Jan Gerritsenweg – Aalbert Jan Gerritsen (1890–1942) CPH-raadslid en verzetsman[5][6][7][8]
- Aarninksweg – Historische boerderij 'erve Aarnink', gelegen in de voormalige buurschap Weteringen, wordt voor het eerst vermeld in de ceduul[9] of gewaardenlijst van de Gooijer marke[10] uit 1399[11]:p162
- Ab Hakeboomstraat – Ab Hakeboom (1906–1949), fotograaf uit Deventer
- Abeelweg – Grauwe abeel en witte abeel zijn bomen uit de wilgenfamilie
- Abraham Rademakerstraat – Abraham Rademaker ([1676/77 - 1735]), kunstschilder, prentenmaker en handelaar
- Abraham Teerlinkstraat – Abraham Teerlink (1776–1847), landschapsschilder
- Acacialaan – Acacia, boomsoort
- Achter de Broederen – straat achter de Broederenkerk
- Achter de Hoven – Verwijzend naar de lust- en moestuinen van De Hoven, aan de westzijde van de IJssel
- Achter de Muren Duimpoort – Straat achter de Duimpoort en de daarbij gelegen stadsmuur waar in vroegere tijden huizen zijn gebouwd wegens ruimtegebrek binnen de stadsmuur[12]
- Achter de Muren Vispoort – Straat achter de Vispoort en de daarbij gelegen stadsmuur waar in vroegere tijden huizen zijn gebouwd wegens ruimtegebrek binnen de stadsmuur[12]
- Achter de Muren Zandpoort – Straat achter de Zandpoort en de daarbij gelegen stadsmuur waar in vroegere tijden huizen zijn gebouwd wegens ruimtegebrek binnen de stadsmuur[12]
- Achterberggaarde – Gerrit Achterberg (1905–1962), dichter
- Adelaarstraat – Adelaar ofwel Arend, roofvogel
- Adelboldstraat – Adelbold I of Odilbald, bisschop van Utrecht van 867/879 tot 898
- Adriaan Antoniszoonstraat – Adriaen Anthonisz (1543–1620), vestingbouwer en landmeter
- Adriaen de Vrieslaan – Adriaen de Vries (?–1626), beeldhouwer
- Akeleihof – Akelei, vaste plant uit de ranonkelfamilie
- Akkerdistel – Akkerdistel, plant uit het vederdistelgeslacht
- Akkerstraat –
- Albert Cuypstraat – Albert Cuyp (1620–1691), schilder
- Albert Eekhuisstraat – Albert Eekhuis (1871-1937), raadslid[13]
- Albert Haelweghstraat – Albert Haelwegh (1621–1673), Nederlands kunstgraveur, geboren in Deventer. Woonde van 1647 tot 1672 in Kopenhagen
- Albert Hahnstraat – Albert Hahn (1877–1918), Nederlands politiek tekenaar
- Albert Johan Gerardsstraat – Albert Johan Gerards (1888–1954) RSAP-raadslid[5][6]
- Albertus van Leusenweg – Albert van Leusen (1809 – 1846), tuinarchitect
- Alblasstraat – Alblas, rivier in Zuid-Holland
- Aletta Jacobsstraat – Aletta Jacobs (1854 – 1929), arts en feministe
- Alex Roosdorpstraat – Alex Henri Anton Roosdorp (1879–1965), Nederlands fotograaf en cineast
- Alexander Hegiusstraat – Alexander Hegius ([1439/40 - 1498]), onderwijshervormer. Rector van de Latijnse school van Deventer
- Alexander Voormolenstraat – Alexander Voormolen (1895–1980), componist
- Almensestraat – Almen, plaatsje in de gemeente Lochem
- Alphons Diepenbrocklaan – Alphons Diepenbrock (1862–1921), componist
- Amerstraat – Amer, rivier in Noord-Brabant
- Amstellaan – Amstel, rivier in Noord-Holland. Maakt deel uit van de provinciale weg N337
- Andreas Schelfhoutstraat – Andreas Schelfhout (1787–1870), landschapsschilder
- Andries Vierlingweg – Andries Vierlingh (ca. 1507 – 1579), waterbouwkundige
- Andriessenplein – Componistenfamilie Andriessen (Hendrik Andriessen, Heleen Andriessen, Jurriaan Andriessen, Caecilia Andriessen, Louis Andriessen)[14]
- Ankersteeg –
- Anna Reynvaanstraat – Anna Reynvaan (1844–1920), verpleegkundige
- Anne Franklaan – Anne Frank (1929–1945), Joods nazi-slachtoffer, dagboekschrijfster
- Annette Versluysstraat – Annette Versluys-Poelman (1853–1914), feministe
- Ans Schutpad – Ans Schut (1944), voormalig langebaanschaatsster[15][16][17]
- Ansfriedstraat – Ansfried (ca. 940 – 1010), bisschop van Utrecht
- Anthonie van Dijckstraat – Antoon van Dyck (1599–1641), Vlaams schilder en etser
- Anton Mauvestraat – Anton Mauve (1838–1888), kunstschilder en graficus
- Antoon Kleverkampstraat – Antoon Kleverkamp, Deventer natuurbeschermer en koolzaadkweker (1954-2017[18])[15][16][17][19]
- Antsje Timmermanstraat – Antsje Timmerman-Lenstra (1883 1883–1946), socialiste. Eén van de eerste twee vrouwelijke gemeenteraadsleden van de gemeente Deventer.[13][20][21]
- Antwerpenweg – Antwerpen, Hanzestad en Belgische havenstad
- Appelstraat – Appel, boom met meestal eetbare vruchten
- Ard Schenkstraat – Ard Schenk (1944), voormalig langebaanschaatser[15][16][17]
- Arend Keldermanstraat – Arend Kelderman (1867–1951), Politicus HUZ[22] en NBL[5][6]
- Arendshorst – Arendshorst, tot 1836 een havezate bij Varsen (Salland)
- Arkelstein – Kasteel Arkelstein, voormalig kasteel ten oosten van Deventer
- Arnhemstraat – Arnhem, Hanzestad in Gelderland
- Arnold Moonenstraat – Arnold Moonen (1644–1711), predikant, dichter en taalkundige.
- Arnold van Hoornstraat – Arnold van Horne (1339–1389), bisschop van Utrecht
- Arnsbergstraat – Arnsberg, Duitse Hanzestad in Noordrijn-Westfalen
- Ary Schefferstraat – Ary Scheffer (1785–1858), Nederlands-Frans romantisch kunstschilder
- Assenstraat – Mogelijk naar de familienaam Assinck[12]
- Atalanta – Atalanta, vlinder
- Aupingstraat – Koninklijke Auping bv, Deventer beddenfabriek die van 1912 tot 2014 op deze locatie gevestigd was.[23][24]
- Auronde – genoemd naar het houten bed ‘Auronde’, een bekend product van de van 1912 tot 2014 op deze locatie gevestigde beddenfabriek Auping. De Auronde werd in 1973 ontworpen door Frans de la Haye.[23][24][25]
- Avercampstraat – Hendrick Avercamp (1585–1634), schilder
- Averlostraat – Averlo, buurtschap en marke ten oosten van Deventer

### B
- B. Gerritsenstraat – Albertus Gradus[26] (Bernard) Gerritsen (1897–1989), schilder, een van de "Deventer Vier"[1][noot 1]
- B.C. Koekkoekpad – Barend Cornelis Koekkoek (1803–1862), Nederlands kunstschilder[27]
- Baandersweg – H.A.J. Baanders (1876–1953), architect
- Badhuisstraat – Het gemeentelijk badhuis was in deze straat gevestigd
- Bagijnenstraat – Begijn, vrouw in religieuze lekengemeenschap[12]
- Balderikstraat – Balderik van Utrecht (897–975), bisschop
- Banninkslaan – De Bannink, landgoed en buurtschap ten oosten van de stad Deventer[28]:p19
- Barinkstraat – Historische boerderij die in 1399 voor het eerst wordt vermeld, de laatste fase werd in 1987 gesloopt ten behoeve van de aanleg van de Siemelinksweg
- Barmhartigesteeg – Volgens de 18e-eeuwse historicus Dumbar werden misdadigers door deze steeg vanuit de gevangenis naar het raadhuis geleid wanneer ze genade hadden gekregen
- Bart Bokhorststraat – Bart Bokhorst (1871–1939), Deventer sierkunstenaar[1]
- Bastion – Bastion, vestingwerk
- Batenburg – Batenburg, een van de oudste steden van Gelderland
- Bé van den Doolstraat – Bé van den Dool (1909–1944), grafisch kunstenaar werkzaam in de reclamewereld
- Beerzestraat – Beerze, een beek in Noord-Brabant
- Beestenmarkt – De Beestenmarkt, was eeuwenlang de plaats van de Deventer veemarkt
- Begoniastraat – Begonia, sierplant
- Bekkumerstraat – Beckum, dorp bij Hengelo (O)
- Belcampopad – Belcampo pseudoniem van schrijver Herman Pieter Schönfeld Wichers (1902–1990)
- Bellendonkplein – Bellendonk, voormalige weide ten zuiden van de oude stad Deventer
- Bellendonkstraat – Bellendonk, voormalige weide ten zuiden van de oude stad Deventer
- Berberispad – Berberis, struikvormige plantensoort
- Bereklauw – Berenklauw, plantengeslacht
- Bergenvaardersstraat – Bergenvaarders, kooplieden en zeelieden in de tijd van de Hanze die zich bezighielden met de handel op Noorwegen en vooral de havenstad Bergen
- Berghorst – De Berghorst, een in 1818 gesloopte havezate bij Enter (Overijssel)

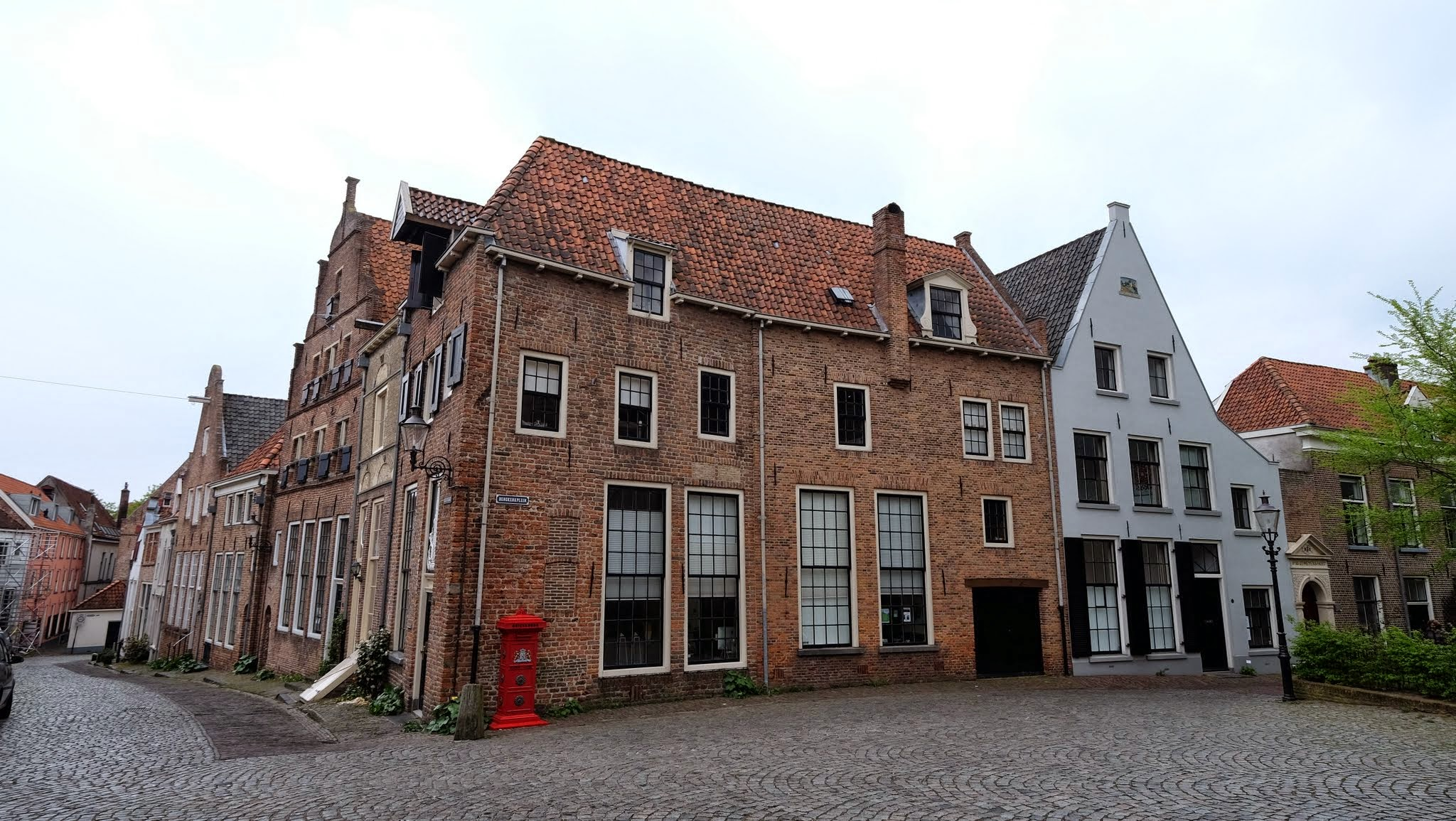
Bergkerkplein en Bergstraat (links)(2015)

- Bergkerkplein – Plein bij de Bergkerk, middeleeuwse kerk in Deventer gebouwd op een rivierduin
- Bergpoortstraat – Bergpoort, voormalige poort in de Deventer stadsmuur
- Bergschild – Straat waar van 1337 tot 1874 in de middeleeuwen een versterking lag bij de Binnenbergpoort[12]
- Bergsingel – Water buiten de Bergpoort
- Bergstraat – Straat door het Bergkwartier
- Bergweidedijk – Dijk langs het Bergweidegebied
- Bergweideplein – Bergweide, voormalige gemeenschappelijke weide ten zuiden van Deventer
- Berkelweg – Berkel rivier in Gelderland
- Bernard Luninckstraat – Bernhard Luninck (†1603), stadssecretaris van Deventer van 1562 tot zijn overlijden in 1603
- Bernard van Dierenhof – Bernard van Dieren (1887–1836), componist
- Bernard Zweersstraat – Bernard Zweers (1854–1824), componist
- Bernardus van den Bergweg – Bernardus van den Berg (1823 – 1895), pastoor en promotor rooms-katholiek onderwijs, stichter van St. Josefziekenhuis[27]
- Bernoldstraat – Bernold (? – 1054), bisschop van Utrecht
- Bert van Marwijkplein – Bert van Marwijk (1952), voetballer, voetbaltrainer en bondscoach, afkomstig uit Deventer
- Bessenstraat – Bes, vrucht
- Beugelskamp – Beugelskamp, havezate bij Denekamp, gesloopt rond 1823
- Beukweg – Beuk, boom
- Beyerinckstraat – Jan Anne Beijerinck (1800–1874), waterbouwkundige
- Bierens de Haanpad – David Bierens de Haan (1822–1895), leraar wis-, natuur- en aardrijkskunde aan het gymnasium in Deventer[27]
- Bierstraat –
- Biesboschlaan – Biesbosch, streek in Zuid-Holland
- Bieslook – Bieslook, plant
- Binnensingel – Deel van de Deventer omgrachting
- Birnieweg – Johan Willem[29] Birnie (1803–1848), industriële pionier tapijtindustrie[30]
- Bitterzoet – Bitterzoet, plant uit de nachtschadefamilie
- Blankenburg – De Blanckenburgh, voormalig kasteel in Beuningen, Gelderland
- Bleekdwarsstraat – zijstraat van de Bleekstraat
- Bleekstraat – Waar een textielblekerij was gevestigd
- Blikakker – Middeleeuwse benaming voor een wat hoger gelegen akker in een drassig gebied
- Blikveld – verwijst naar blikfabriek Thomassen en Drijver die vroeger op deze locatie gevestigd was.
- Bloemstraat –
- Bochumstraat – Bochum, stad in Duitsland
- Boedekerstraat – Boedeker, Deventer regentenfamilie
- Boevinckstraat – Boevinck, Deventer regentenfamilie
- Bokkingshang – Havenkade waar bokking werd gerookt[12]
- Boksdoorn – Boksdoorn, struikvormige plant met lange doorns
- Bolwerksweg – Weg langs het voormalig bolwerk aldaar[31]:p11
- Bonenkamp – Oude boerderij
- Bonte Salie – bonte salie, plant
- Boreelplein – verwijst naar de voormalige Boreelkazerne die op zijn beurt genoemd is naar de militair Willem François Boreel[32]
- Borgelerdijk – Dijk bij de voormalige buurtschap en huidige woonwijk Borgele
- Borgelerhofweg – Huis Borgele, een voormalige havezate in Borgele
- Borgelerstraat – Straat richting Borgele
- Borgerinkstraat – Borgerink, Deventer regentenfamilie
- Borkenstraat – Borken, Hanzestad in Noordrijn-Westfalen
- Bosanemoon – Bosanemoon, plant uit de ranonkelfamilie
- Boskrekel – Boskrekel, insect
- Bosmansweg – Erve Bosman, boerderij
- Boterbloem – Boterbloem, geslacht van planten in de familie Ranunculaceae
- Botermarkt – Plaats waar boter werd verhandeld
- Boterstraat – Waar mogelijk de boterwaag gevestigd was[12]
- Botlekstraat – Botlek, rivier bij Rotterdam
- Boutensgaarde – P.C. Boutens (1870–1843), dichter en classicus
- Bouwerstraat – Bouwer, Deventer regentengeslacht
- Boxbergerdwarsstraat – zijweg van de Boxbergerweg
- Boxbergerweg – Weg richting Boxbergen
- Brandts Buyspark – Brandts Buys, muzikale Nederlandse familie
- Bredenhorst – De Bredenhorst, voormalige havezate bij Heino (Overijssel)
- Brederodelaan – Gerbrand Adriaensz. Bredero (1585-1618), Nederlands schrijver
- Breenberghstraat – Bartholomeus Breenbergh (1598–1657), Nederlands schilder, tekenaar en etser
- Breklenkamp – Breklenkamp havezate bij Denekamp (Overijssel)
- Brem – Brem, struik uit de vlinderbloemenfamilie
- Bremenweg – Bremen, Hanzestad in Duitsland
- Brikskamp – Havezate Brikskamp, later meestal Boskamp genoemd
- Brinckerinckstraat – Johannes Brinckerinck (1359-1419), stichter van het nonnenklooster te Diepenveen
- Brink – Brink, afgepaalde open ruimte aan de rand van een woonplaats[12]
- Brinkgreverweg – Brinkgreven, een landgoed bij Deventer, sinds eind 19e eeuw psychiatrisch centrum
- Brinkpoortplein – Plein bij de voormalige Brinkpoort
- Brinkpoortstraat – Straat naar de voormalige Brinkpoort[12]
- Broederenplein – Plein bij de Broederenkerk
- Broederenstraat – Straat waar de minderbroeders hun kerk stichtten[12]
- Bronsinklaan – Naar het voormalige erve Bronsink
- Bruggestraat – Brugge, Hanzestad in Vlaanderen
- Brunswijkstraat – Braunsweig, Duitse Hanzestad
- Bruynssteeg – Tot 1918 Diefsteeg. Vanaf de 14e eeuw was hier een armenhuis gevestigd, geschonken aan de stad door de burger Hendrick Bruyns[12]
- Bukhorst – Buckhorst, voormalige havezate bij Zalk (Overijssel)
- Burg. Dumbarstraat – mr. Gerard Dumbar (1815-1878), burgemeester van Deventer van 1853 tot 1865
- Burg. IJssel de Schepperstraat – Joan Wolter Jacob IJssel de Schepper (1778-1831), burgemeester van Deventer van 1818 tot 1824 en van 1829 tot 1831
- Burg. Jacobsonstraat – mr. Joan Jacobson (1751-1825), burgemeester van Deventer van 1815 tot 1821
- Burg. Van Doorninckstraat – mr. Martinus van Doorninck (1775-1837), burgemeester van Deventer van 1831 tot 1837
- Burg. Van Heemstralaan – Willem Hendrik Feije van Heemstra (1842-1920), burgemeester van Deventer van 1883 tot 1913
- Burg. Van Loghemplein – mr. Hendrik van Loghem (1808-1881), burgemeester van Deventer van 1847 tot 1853
- Burg. Van Marlestraat – Hendrik Rudolph van Marle (1832-1906), burgemeester van Deventer van 1865 tot 1882
- Burg. Van Suchtelenstraat – Abraham Johan van Suchtelen (1705-1773), ), burgemeester van Deventer van 1811-1814 en jhr. Arnold Jan Bernard van Suchtelen (1770-1849), burgemeester van Deventer van 1816 tot 1820 en van 1824 tot 1829
- Burgersdijkstraat – Leendert Burgersdijk (1828-1900), leraar aan de HBS van Deventer en Shakespeare-vertaler
- Burseplein – Naar de daar ooit gevestigde, voor leerlingen van de Latijnse school in 1469 gestichte woongemeenschap Bursa Cusana[12]
- Bursestraat – Naar de Bursa Cusana[12]

### C
- C. Ploos van Amstelstraat – Cornelis Ploos van Amstel (1726–1798), kunstverzamelaar
- Calandhof – Pieter Caland (1826–1902), waterbouwkundige
- Campinkweg – Erve Kampink of Campink, in buurtschap De Bannink bij Colmschate[28]:p47
- Carboniastraat – Naar de voormalige inktfabriek "Carbonia" die hier was gevestigd
- Carl Rensingpad – Carl Rensing (1826–1898), daguerreotypist
- Carry Pothuisstraat – Carry Pothuis (1872–1951), redactrice van De Proletarische Vrouw en de Socialistische Vrouwenbibliotheek en eerste vrouw in de Eerste Kamer
- Cartesiusstraat – Cartesius, Latijnse vorm van de naam van René Descartes (1596–1650), Frans wiskundige en filosoof die een jaar in Deventer doorbracht
- Caspar Philipsstraat – Caspar Philips (1732–1789), graveur
- Casper de Crayerstraat – Gaspar de Crayer (1584–1669), Zuid-Nederlands kunstschilder
- Casper Netscherstraat – Caspar Netscher (1639–1684), Nederlands schilder en tekenaar
- Catharina van Rennesstraat – Catharina van Rennes (1858–1940), componiste en zangpedagoge
- Cees Wilkeshuisstraat – Cees Wilkeshuis (1896–1982) Onderwijzer, docent pedagogiek aan de school Rollecate en schrijver[27]
- Ceintuurbaan – De straat werd als Rondweg en onderdeel van het uitbreidingsplan van 1911 begin 20e eeuw aangelegd als verbindingsweg (“ceintuur”) tussen de toenmalige ‘uitvalswegen’ Lange Zandstraat en Brinkgreverweg. De naam was in het plan een werktitel die te zijner tijd door een passender naam zou moeten worden vervangen.[33]
- Charles Leickertweg – Charles Leickert (1816–1907), Belgisch kunstschilder
- Charles Rochussenstraat – Charles Rochussen (1814–1894), kunstenaar en ontwerper
- Charles van Wijkstraat – Charles van Wijk (1875–1917), beeldhouwer
- Charlotte Ruysstraat – Anna Charlotte Ruys (1898–1977), bacteriologe
- Charlotte van Pallandtlaan – Charlotte van Pallandt (1898–1997), beeldhouwster
- Chris Lebeaustraat – Chris Lebeau (1878–1945), ontwerper en nazi-slachtoffer
- Christiaan Bruningsstraat – Christiaan Brunings (1736–1805), waterbouwkundige
- Christinastraat –
- Churchillplein – sir Winston Churchill (1874–1965), Brits staatsman en oorlogsleider
- Citroenvlinder – Citroenvlinder, een van de grootste luzernevlinders
- Claes Jansz Visscherstraat – Claes Jansz. Visscher (ca. 1587 – 1652), prentkunstenaar en uitgever
- Clara Wichmanstraat – Clara Wichmann (1885–1922), feministe en juriste
- Clematis – Clematis, plantengeslacht
- Colenbranderstraat – Johan Hendrik Colenbrander (1865-1947), Deventer onderwijzer en ontwerper van het “Geit, zeep, does”-leesplankje[34]
- Collegietuin – Tuin van een negentiende-eeuwse buitensociëteit
- Colmschaterstraatweg – De oude weg van Schalkhaar naar Colmschate
- Conradstraat – Frederik Willem Conrad (1769–1808), waterbouwkundige
- Constantijn Huygensstraat – Constantijn Huygens (1596–1687), dichter
- Coornhertstraat – Dirck Volkertsz. Coornhert (1522-1590), Nederlands kunstenaar, geleerde, theoloog, musicus en publicist van vele geschriften.
- Cor Hanekampstraat – Cornelis (Cor) Hanekamp (1935-2020[35]), Deventer natuurbeschermer en oprichter van Stichting ‘Natuurwerkgroep De Groene Knoop’.[15][16][17][36]
- Cor van Kuffelerstraat – Vrouwtje Cornelia (Cor) van der Meer van Kuffeler(1860–1934), onderwijzeres en feministe. Bestuurslid van de Vereniging voor Vrouwenkiesrecht (VvVK)[13][37]
- Cornelis Doetspad – Cornelis Doets (1868–1950) waarnemend burgemeester Deventer (juni 1945 – juni 1946)[5][6][38]
- Cornelis Lelylaan – Cornelis Lely (1854–1929), waterbouwkundige en gouverneur van Suriname
- Corrie Tendeloostraat – Corry Tendeloo (1897–1956), Tweede Kamerlid voor de PvdA (1945–1956), strijdster voor gelijke behandeling van man en vrouw
- Coudewijnstraat – Jo(h)an Coudewijn, stadssecretaris van Deventer in de 17e eeuw
- Cramerstraat – Adolph Hendrik Cramer (1757–1824), stadssecretaris van Deventer in de patriottentijd
- Cruquiushof – Nicolaus Cruquius (1678–1754), geleerde en waterbouwkundige

### D
- D. Meelesstraat – Derk Meeles (1872–1958), impressionistisch schilder[1]
- D.G. van der Keesselstraat – Dionysius Godefridus van der Keessel (1738–1816), student aan het Deventer Athenaeum Illustre, hoogleraar rechten te Groningen en Leiden
- Daggertsweg – Naar erve Daggert, eerste vermelding in 1626, gesloopt in 1965
- Dagpauwoog – Dagpauwoog, vlindersoort
- Dahliastraat – Dahlia, sierplant
- Damstraat – Dam door de voormalige stadsgracht
- Daniël Heinsiusstraat – Daniël Heinsius (1580–1655), humanistisch geleerde en hoogleraar te Leiden
- Daniël Ruynemanstraat – Daniel Ruyneman (1886–1963), Nederlands componist
- Danzigweg – Gdansk, Poolse Hanzestad
- Dapperstraat – Dapper, Deventer regentenfamilie
- Daslook – Daslook, plant
- David van Bourgondiëstraat – David van Bourgondië (1427–1496), bisschop van Utrecht
- David Wijnveldtweg – David Wijnveldt (1891–1962), voetbalinternational en speler van voetbalvereniging Koninklijke UD
- Davodwarsstraat – Zijstraat van de Davostraat
- Davostraat – Davo, monnik die Lebuïnus vergezelde (8e eeuw)
- De Bazelstraat – Karel de Bazel (1869 - 1923), architect
- De Braam – plantengeslacht Braam
- De Deckerstraat – Jeremias de Decker (1609–1666), dichter van zogenoemde 'huiselijke poëzie'
- De Doelen – Waar zich de schietbaan van de schutterij bevond
- De Heuvel – Genoemd naar de natuurlijke hoogte ter plaatse
- De Hulle – De Hulle, erve in de voormalige buurtschap Weteringen waar tot 1830 ook school en kerk werd gehouden[11]:p205,206[39]:p31
- De Kamp – Huize De Kamp, havezate bij Neede (Achterhoek)
- De Knoop – Verkeersplein nabij de Deventer buurt De Snippeling
- De Otter – Otter, dier
- De Wijsstraat – Willem Karel de Wijs (1884–1964), architect te Enschede
- Deensestraat – Denemarken, Scandinavisch land
- Deltalaan – Het Nederlandse rivierdeltagebied van de rivieren Rijn, Maas en Schelde
- Deltaplein – De Nederlandse rivierdelta
- Denweg – Den, naaldboom
- Derck Daniëlslaan – Derck Daniëls (1632–1710), Deventer schrijnwerker en beeldhouwer geboren te Kampen
- Deventerweg – Weg van Gorssel naar Deventer
- Dick Elffersstraat – Dick Elffers (1910–1990), Nederlands beeldend kunstenaar
- Dick Greinerstraat – Dick Greiner (1891–1964), architect
- Diepenveenseweg – Weg richting Diepenveen, eerder eeuwenlang Galgenweg genoemd
- Diezestraat – Dieze, rivier in Noord-Brabant
- Dinkelstraat – Dinkel, rivier in Overijssel
- Dirk Schäferstraat – Dirk Schäfer (1873–1931), pianist en componist
- Dirk van de Aarstraat – Dirk van der Aar (1198–1212), bisschop van Utrecht
- Dolf Tulpstraat – Dolf Tulp (1886-1955), sociaal voorman[13]
- Dommelstraat – Dommel, rivier
- Doornenburg – Kasteel Doornenburg bij Arnhem
- Doornweerd – Oude boerderijnaam
- Dopheidepad – Dopheide, dwergstruik
- Dordrechtweg – Dordrecht, Hanzestad
- Dorrestraat – Johan Dorre (1547–1599), burgemeester van Deventer, lid van de Raad van State en rentmeester van Salland
- Dortherweg – Kring van Dorth, buurtschap tussen Deventer en Lochem
- Dortmundstraat – Dortmund, Hanzestad in Noordrijn-Westfalen
- Dortstraat – Kring van Dorth, buurtschap tussen Deventer en Lochem
- Douwelerkolkpad – Douwelerkolk, kolk tussen Deventer en Schalkhaar
- Douwelerkolkweg – Douwelerkolk
- Douwelerwetering – Wetering in de Rivierenwijk
- Dovenetel – Dovenetel, plant
- Dr. Fadrhoncpark – dr. František Fadrhonc (1914–1981), bondscoach KNVB en trainer van Go Ahead Eagles
- Dr. M.E. Houckstraat – Maurits Ernest Houck (1858–1939), leraar klassieke talen, medegrondlegger van het museum voor stadsgeschiedenis De Waag en publicist over de geschiedenis van Deventer
- Dreef – Statige laan
- Driebergenstraat – Driebergen, wijk van Deventer
- Dudokstraat – Willem Dudok (1884–1974), architect
- Duijnhouwerstraat –Dirk Jan[40] Duijnhouwer (1885–1962), leraar Javaanse talen, 1940-1955 directeur van de Middelbare Koloniale Landbouwschool, later Middelbare Landbouwschool voor de Tropen[27]
- Duikerstraat – Jan Duiker (1890-1935), Nederlands architect
- Duimpoort – Voormalige Deventer stadspoort, mogelijk genoemd naar de 14e-eeuwse Deventer familie Ten Dune
- Duindoorn – Duindoorn, struik
- Duisburgstraat – Duisburg, stad in Noordrijn-Westfalen
- Duivengang –
- Duizendblad – Plantengeslacht Duizendblad, plantengeslacht
- Duurstedeweg – Wijk bij Duurstede, Hanzestad in Utrecht

### E
- E. Tesschenmacherstraat – Engelbert Tesschenmacher (1608–1649), hoogleraar in de geneeskunde aan het Deventer Athenaeum Illustre
- Eduard van Beinumstraat – Eduard van Beinum (1900–1959), dirigent
- Eefdestraat – Eefde, plaats in Gelderland
- Eekhoorn – Eekhoorn, zoogdier
- Eemstraat – Eem, rivier in Utrecht
- Eendrachtstraat – Naar arbeidersbouwvereniging 'De Eendracht' die er in 1884 achttien huizen bouwde
- Egidius de Montestraat – Aegidius de Monte (ca. 1520-1577), van 1570 tot 1577 bisschop van Deventer
- Eglantier – Egelantier, wilde roos
- Eikvaren – Eikvaren, geslacht van varens
- Eikweg – Eik, geslacht van loofbomem
- Elbingstraat – Elbing, voormalige Hanzestad. Nu Elbląg in Polen
- Eleonorastraat – Eleonora van Engeland (1318–1355), echtgenote van hertog Reinoud II van Gelre.
- Elmerinkweg – Elmerink, oude boerderij en voormalig landgoed met landhuis in Colmschate, later onderdeel van landgoed De Bannink[28]:p18[41]
- Emdenstraat – Emden, Hanzestad in Duitsland
- Emmaplein – Emma van Waldeck-Pyrmont (1858 – 1934), koningin-regentes der Nederlanden
- Emmastraat – Emma van Waldeck-Pyrmont
- Emmerikstraat – Emmerik, Hanzestad in Duitsland
- Engestraat – Straat van geringe breedte die vanuit de stad in de naar de enk liep[12]
- Enkdwarsstraat – Zijstraat van de Enkstraat
- Enkstraat – Aangelegd over de Deventer enk
- Epserstraat – Epse, dorp ten zuiden van Deventer
- Erasmusstraat – Desiderius Erasmus (ca. 1469–1536), humanistisch geleerde, ging in Deventer naar school
- Ereprijs – Ereprijs, geslacht van planten
- Esdoornlaan – Esdoorn, boomgeslacht
- Espad – Es, loofboom
- Essenstraat – Essen, Duitse Hanzestad
- Etty Hillesumplein – Etty Hillesum (1914–1943), Joods nazi-slachtoffer, dagboekschrijfster
- Europaplein – Europa
- Everhard van Bronkhorststraat – Everhard van Bronkhorst (1554–1627), hoogleraar in de rechten en burgemeester van Deventer
- Everhard van Reijdtstraat – Everhard van Reijdt (1550–1602), burgemeester van Arnhem, politicus in dienst van de Oranje-Nassaus en beschrijver van de geschiedenis van Gelderland en Friesland in zijn tijd. Deventenaar van geboorte
- Evertsstraat – Bernard Hendrik Everts (1810–1883), geneesheer te Deventer[42]

### F
- F. van Blankenheimstraat – Frederik van Blankenheim (1355–1423), bisschop van Utrecht
- F. van Wevelinghovenstraat – Floris van Wevelinghoven (1315–1393), bisschop van Utrecht
- Ferdinand Bolstraat – Ferdinand Bol (1616–1680), kunstschilder, etser en tekenaar
- Fijnsparweg – Fijnspar, conifeer uit de dennenfamilie
- Finsehof – Genoemd naar de Finse school die hier na de Tweede Wereldoorlog enige decennia stond
- Finsestraat – Naar het land Finland
- Flora – Flora, het geheel aan planten in een bepaald gebied
- Florens Radewijnszstraat – Florens Radewijns (1350–1400), opvolger van Geert Grote als voorman van de beweging der Moderne Devotie
- Fockinckstraat – Fockink, Deventer regentenfamilie
- Folkmarstraat – Folcmar (?–990), bisschop van Utrecht
- Fonteinkruid – Fonteinkruid, waterplantengeslacht
- Fooyerpad –
- Fortuinhof – Elastiekfabriek Fortuin die hier van 1919 tot 1980 stond.[43][44]
- Frans Halsstraat – Frans Hals (1583–1666), schilder van schuttersstukken en portretten
- Frans van Mierisstraat – Frans van Mieris (1635–1681), Noord-Nederlands schilder
- Fré Cohenstraat – Fré Cohen (1903–1943), grafisch kunstenaar
- Frederik van Badenstraat – Frederik van Baden (1458–1517), bisschop van Utrecht
- Friedhoffstraat – Gijsbert Friedhoff (1892–1970), architect
- Frieswijkstraat – Frieswijk, landgoed en buurtschap net ten oosten van de stad Deventer
- Frits Drijverstraat – Frits Drijver (1897–1983), industrieel, een van de oprichters van blikfabriek Thomassen en Drijver te Deventer[45]
- Frogerweg – Willem Anthony Froger (1812–1883), waterbouwkundige, grondlegger Noordzeekanaal
- Fuut – Fuut, watervogel van plassen en meren

### G
- G. Westenbergstraat – Gerard Westenberg (1738–1795), hoogleraar geneeskunde en scheikunde aan het Deventer Athenaeum Illustre
- G.D. Jordensplein – Gerrit David Jordens (1734–1803), patriot, politicus en bewindvoerder van de VOC[noot 2]
- G.H. Breitnerweg – George Hendrik Breitner (1857–1923), kunstschilder en een van de eerste Nederlandse straatfotografen
- G.I. Brucestraat – George Isaäc Bruce (1803-1850), politicus. Tweede Kamerlid en gouverneur des Konings in Overijssel. Werd in 1850 benoemd tot gouverneur-generaal van Nederlands-Indië, maar overleed op de reis ernaartoe. Ligt begraven op de oude begraafplaats aan de Diepenveenseweg
- G.J. Leonard Ankersmitlaan – Gerhard Johan Leonard Ankersmit (1844-1904), grootindustrieel, lid Provinciale staten van Overijssel en wethouder van Deventer[46]
- Ganzediepstraat – Ganzendiep, zijtak van de IJssel bij Kampen[47]
- Gashavenstraat – Straat naar de haven van de voormalige Deventer gasfabriek
- Gasthuisstraat – Straat bij de Singel waar vroeger het Geertruidengasthuis stond
- Gé Flinthof – G.J. (Gé) Flint, natuurbeschermer, entomoloog en onderwijzer, zette zich in voor natuurbehoud en natuuronderzoek in Deventer. Onder andere in 1971 initiatiefnemer voor de ontwikkeling van natuurgebied De Slenk op het landgoed Oostermaet bij Lettele.[15][16][17][48]
- Gebroeders Cohenstraat – David (1882–1967), Isidoor (Chi) (1884–1944) en Rudolf (Ru) (1889–1945) Cohen, Palestinapioniers[5][6][49][50][51]
- Gedempte Gracht – Voormalig onderdeel van het grachtenstelsel rond de stad Deventer
- Geert Grootestraat – Geert Grote (1340 – 1384), 14e-eeuws kerkhervormer
- Gelderse Roos – Gelderse roos, struik
- Gele Lis – Gele lis, plant
- Geleenstraat – Naar de Geleenbeek in de Nederlandse provincie Limburg
- Gelselaar – Gelselaar, kerkdorp bij Borculo
- Geraniumstraat – Geranium, plantengeslacht
- Gerard Bildersweg – Gerard Bilders (1838–1865), kunstschilder, tekenaar, aquarellist en etser
- Gerard Bilderspad – Idem
- Gerard Doustraat – Gerard Dou (1613–1675), Nederlandse kunstschilder
- Gerard van Swietenstraat – Gerard van Swieten (1700–1772), arts en apotheker, o.a. lijfarts van keizerin Maria Theresia van Oostenrijk en medisch adviseur van keizer Frans I Stefan
- Gerhard ter Borchplein – vader Gerard ter Borch (1582/83–1662) en zoon Gerard ter Borch (1617–1681)
- Gerhard ter Borchstraat – Idem
- Gerhard ter Borchdwarstraat – Idem
- Geulstraat – Geul, rivier in Limburg
- Giesenstraat – Giesen, veenrivier in de Alblasserwaard
- Gieterijstraat – Naar de aldaar voorheen gevestigde ijzergieterij Nering Bögel
- Gildenburg – Gildenburg
- Gisbert Cuperstraat – Gisbert Cuper (1644-1716), oudhistoricus en politicus, burgemeester van Deventer[13]
- Godebaldstraat – Godebald (†1127), van 1114 tot zijn dood in 1127 bisschop van Utrecht
- Godebaldpad – Idem
- Godfried Gerlachstraat – Godfried Gerlach, beeldhouwer uit Deventer (18e eeuw)
- Goldenbeltstraatje –
- Golstraat –
- Gooiermarsweg – Weg in het vroegere moerasgebied van de Gooijer marke.[10] ‘Mars’ is laag, drassig en doorgaans vruchtbaar land.[11]:p162
- Gooierstraat – Genoemd naar de Gooijer marke[10]
- Gooikersdijk – Naar de katerstede erve de Gooiker in de voormalige buurtschap Hoge Weteringen.[11]:p164[28]:p16[52]
- Gorsselsestraat – Gorssel, plaats in de gemeente Lochem
- Gotlandstraat – Gotland, Zweeds eiland in de Oostzee
- Goudenregenweg – Goudenregen, plant
- Goudriaanpad – Goudriaan, familie van waterbouwkundigen, o.a. Adrianus François Goudriaan (1768-1829) en Bernardus Hermanus Goudriaan (1796-1842)
- Govert Flinckstraat – Govert Flinck (1615–1660), kunstschilder
- Graaf Florisstraat – Floris V van Holland (1254-1296), graaf van Holland en Zeeland
- Graaf Reinoldstraat – Reinold II van Gelre (1295-1343), graaf van Gelre (1326-1339) en hertog van Gelre (1339-1343)
- Graaf van Burenstraat – Bastion ‘Graaf van Buren’, het middeleeuwse bastion dat door Maurits van Oranje, tevens graaf van Buren in de Tachtigjarige Oorlog sterk werd uitgebreid en diens naam kreeg[12]
- Graesplein – Jan van Graes, stichter van een armenhuis aan de Tibbensteeg (die aanvankelijk Graessteeg heette) in de 16e eeuw[12]
- Gratamastraat – Jan Gratama (1877–1947), architect, tekenaar en schilder
- Graven – Hier liep vroeger de gracht om de oudste stadskern van Deventer, hij werd in de 14e eeuw gedempt[12]
- Gravenweg – katerstede Grave, oude boerderij[28]:p47
- Grebbepad – Grebbe, rivier in Utrecht
- Grevelingenstraat – Oude zeearm de Grevelingen
- Grietje van der Spekstraat – Grietje van Doorninck-van der Spek (1894–1986), verzetsvrouw. Verborg tijdens de Tweede Wereldoorlog onderduikers in haar huis. Eerst in Gorssel en later in Deventer.[13][53][54][55][56]
- Groenestraatje –
- Groenewold –
- Groenling – groenling, vogel
- Grondbergweg –
- Grondhuisweg –
- Groningerstraat – Hanzestad Groningen
- Grootburgerstraat – Grootburger, iemand die het Deventer burgerrecht heeft gekocht of geërfd, inclusief weiderechten op de stadsweiden
- Grote Kerkhof – Voormalig kerkhof bij de Grote of Lebuïnuskerk[12]
- Grote Overstraat – Verbindingsweg ('overweg') tussen Brink en Lange Bisschopstraat[12]
- Grote Poot – Vermoedelijk genoemd naar Ecbertus in Poto (13e eeuw)[12]
- Grote Ratelaar – Grote Ratelaar, plant
- Grove Denlaan – Grove den, naaldboom
- Grutto – Grutto, weidevogel
- Gualtherus Sylvanusstraat – Gualtherus Sylvanus (ca. 1573-1653), rector (1603-1619) van de Latijnse school te Deventer en bedenker van de Latijnse tekst op de toren van de Lebuïnuskerk[57]
- Guldenroede – guldenroede, plant

### H
- H. Balsinkstraat – Hein Balsink (1891–1966), Deventer schilder, een van de "Deventer Vier"[1][noot 1]
- H. Valkenburgstraat – Hendrik Valkenburg (1826–1896), Tekenleraar en schilder, kreeg zijn eerste tekenlessen op de Tekenschool van Deventer[1]
- H.C. Holthuispad – Hendrik Cornelis[58] Holthuis (1886-1972), oogarts vanaf 1919 verbonden aan het Sint Geertruidenziekenhuis dat tot 2008 op deze locatie stond[59][60][61]
- H.G. Gooszenstraat – Henricus Gerhard Gooszen (1869–1953), als arts actief op velerlei terrein met betrekking tot de Deventer volksgezondheid
- H.J. Schoemakersplein – Hendrikus Johannes Schoemaker (1885–1953), Deventer fabrikant, medeoprichter van N.V. Sensora[noot 3]
- H.J.Ph. Fesevurstraat – Henri Jean Philippe Fesevur (1881-1945), internist, van 1912 tot 1945 geneesheer-directeur van het Sint Geertruidenziekenhuis te Deventer[63][64]
- H. Seghersstraat – Hercules Seghers (ca. 1590 – ca. 1638), schilder, graficus en kunsthandelaar
- Haagbeukweg – Haagbeuk, boom uit de berkenfamilie
- Haalmansweg –
- Haarbrinksbosweg –
- Hacquartstraat – Carel Hacquart (ca. 1640-ca. 1701), componist die vooral actief was in de Verenigde Provinciën.
- Hademanstraat –
- Hagedoornstraat – Hagedoorn, Deventer regentenfamilie
- Hagensteeg –
- Hallenstraat –
- Halvesteeg –
- Halvestraat –
- Hamburgweg – Hamburg, Duitse Hanzestad en havenplaats aan de rivier de Elbe
- Hamersstraat –
- Han Hollanderplein – Han Hollander (1886-1943), sportjournalist en medeoprichter van de Deventer voetbalvereniging Go Ahead
- Handelskade –
- Hannie Schaftpad – Hannie Schaft (1920-1945), verzetsstrijdster
- Hanninksdijk – Hannink, voormalige boerderij[41][52]
- Hannoverstraat – Hannover, Hanzestad in de Duitse deelstaat Nedersaksen
- Hans Grotenhuisstraat – Hans Grotenhuis (1951-2018[65]), Deventer natuurbeschermer, o.a. samen met Gé Flint initiatiefnemer van natuurgebied De Slenk in het landgoed Oostermaet bij Lettele.[15][16][17][66]
- Hanzeweg – Hanze, middeleeuws verbond van handelssteden
- Harderwijkerstraat – Harderwijk, Hanzestad in Gelderland
- Harfsenstraat – Harfsen, dorp in de Nederlandse provincie Gelderland
- Haringvlietstraat – Oude zeearm de Haringvliet
- Harm Kolthekstraat – Harm Kolthek (1872–1946), drukker, journalist, vakbondsbestuurder en libertair-socialistisch politicus[5][6]
- Harriët Freezerstraat – Harriët Freezer (1911-1977), prozaschrijfster, journaliste en feministe
- Hartenaasje –
- Haverstraat – Haver, graangewas
- Havezatelaan – Havezate, versterkt huis van adellijk heer
- Havikshorst – Havixhorst, havezate bij Meppel (Drenthe)
- Haya van Somerenstraat – Haya van Someren (1926-1980), VVD-politica
- Hazelaar – plantengeslacht Hazelaar
- Heesterpad – Heester, stamloze houtige plant
- Heimansweg – Eli Heimans (1861-1914), onderwijzer en natuurbeschermer
- Heimen Dullaertstraat – Heyman Dullaert (1636-1684), 17e-eeuws dichter en schilder, leerling van Rembrandt
- Hein Burgersstraat – Henricus (Hein) Burgers (1843-1903), industrieel, oprichter van Burgers Eerste Nederlandse Rijwielfabriek in Deventer[67]
- Heldermansweg –
- Heleen Ankersmitstraat – Heleen Ankersmit (1869–1944), feministe en politica[5][6]
- Hendrick de Keyserlaan – Hendrick de Keyser (1565–1621), architect en beeldhouwer
- Hendrick Goltziusstraat – Hendrick Goltzius (1558–1617), kunstschilder en graficus
- Hendrik Heukelslaan – Hendrik Heukels (1854–1936), leraar en floraschrijver
- Hendrik Uittienstraat – Hendrik Uittien (1898-1944[68]), natuurbeschermer, verzetsman[69] en leraar aan de Koloniale Landbouwschool in Deventer. Daarnaast bestuurslid van de Koninklijke Nederlandse Maatschappij voor Tuinbouw en Plantkunde (KMTP) en voorzitter van de Deventer afdeling van de Koninklijke Nederlandse Natuurhistorische Vereniging (KNNV).[15][16][17][70]
- Hendrik Verheesstraat – Hendrik Verhees (1744–1813), politicus, architect, tekenaar, aquarellist, cartograaf en aannemer
- Hendrik Werkmanweg – Hendrik Werkman (1882–1945), expressionistisch kunstenaar
- Henri Berssenbruggestr – Henri Berssenbrugge (1873–1959), Nederlands kunstschilder en fotograaf
- Henri Dunantlaan – Henri Dunant (1828–1910), Zwitsers bankier, oprichter Rode Kruis en Nobelprijswinnaar in 1901
- Henri Marchantstraat – Henri Marchant (1869-1956), Nederlands politicus, onder andere minister van Onderwijs, Kunsten en Wetenschappen (1933-1935)[13]
- Hendrick ter Bruggenstraat – Hendrick ter Brugghen (1588–1629), in Deventer geboren schilder
- Hercules Seghersstraat – Hercules Segers (1589/90 – ca. 1638/39), schilder, graficus en kunsthandelaar
- Herfordstraat – Herford, Hanzestad in de Duitse deelstaat Noordrijn-Westfalen
- Herman Boerhaavelaan – Herman Boerhaave (1668–1738), arts en botanicus
- Herman Gorterstraat – Herman Gorter (1864–1927), dichter
- Hermelijn – Hermelijn, zoogdier
- Het Bijltje –
- Het Centrum –
- Het Groenedijkje –
- Het Laar – Het Laar, landgoed bij Ommen
- Het Perck – Naar de toenmalige omsloten tuin op die plek
- Het Vlier – Naar erve Flier, eerste vermelding in 1768, gesloopt in 1966
- Heukelenseweg –
- Heyinckstraat – Heyinck, Deventer regentenfamilie
- Hildegardpad[bron?] – Hildegard, derde vrouw van vrouw van Karel de Grote
- Hobbemastraat – Meindert Hobbema (1638-1709), landschapschilder
- Hoekmanspad –
- Hof van Adwaita – Advaita pseudoniem van Johan Andreas dèr Mouw (1863–1919), dichter en filosoof
- Hof van Berlage – Hendrik Petrus Berlage (1856–1934), architect en stedenbouwkundige
- Hof van Colmschate – Zetel van de schout van Colmschate
- Hofstraat – Straat over het voormalige bisschopshof bij de Lebuïnuskerk[12][31]:p32
- Hoge Belt – Straat op afgegraven rivierduin
- Hoge Hondstraat – Hont of hond, een oude oppervlaktemaat
- Hoge Rij – Straat met hoogbouw bij de Lange Rij
- Hogestraat –
- Holterweg – Weg richting Holten. Maakt deel uit van de provinciale weg N344.
- Holtkampstraat – Hier was tot 1963 de Holtkampfabriek van stalen bedden en andere meubels gevestigd
- Hondsdraf – Hondsdraf, plant uit de lipbloemenfamilie
- Hondsroos – Hondsroos, wilde roos
- Hondsroospad – idem
- Honingbij – Honingbij, gewaardeerd vanwege de honing en het bestuiven van planten
- Honthorststraat – Gerard van Honthorst (1592–1656), in zijn tijd zeer bekend kunstschilder
- Hoogeveenstraat – Mattheus Bernard Hoogeveen (1862–1941) Onderwijzer en bedenker van het “Aap, noot, Mies”-leesplankje[27][34]
- Hoornikgaarde – Ed Hoornik (1910–1970), Nederlands dichter
- Houtmarkt – Plaats waar hout verhandeld werd[12]
- Houtzagersgang – Steeg waar houtzagers woonden
- Hovenierstraat – Straat waaraan hoveniers (tuinders) waren gevestigd
- Hubertus ter Haarstraat – Hubertus ter Haar (1833–1892), leraar staats- en handelswetenschappen[27]
- Huenderkolkweg – Weg richting de Hoenderkolk
- Hugo Hobbelpad – Hugo Huibert Ferdinand (Hugo) Hobbel[71] (1916[71]-1992[72]), van 1950 tot 1977 anesthesist in het Sint Geertruidenziekenhuis[60][61] dat tot 2008 op deze locatie stond[59] Hobbel was in 1948 medeoprichter van de Nederlandse Anaesthesisten Vereniging.[73]
- Hungerstraat – Hunger, bisschop van Utrecht van ca. 854 tot 866
- Huninkweg – Antoni Adrianus (Anton) Hunink (1861-1933), richtte in 1884 de Fijne Vleeschwaren- en Conservenfabrieken Anton Hunink op in Deventer. Eind jaren ‘60 werd de fabriek overgenomen door Koninklijke Zwanenberg Organon uit Oss.[74][75]
- Hunneperkade – Hunneperbeek, de oude naam van de huidige Schipbeek
- Hunneperweg – Hunneperbeek
- Hunzestraat – Hunze, rivier in Groningen

### I
- Iepweg – Iep, loofbomengeslacht
- IJsselkade – IJssel, Nederlandse rivier
- IJsselstraat – IJssel
- Industrieweg – Weg op industrieterrein

### J
- J. Strieningstraat – Jan Striening (1827–1903), Nederlands tekenaar, kunstschilder en docent[1]
- J.A. Buddestraat – Johanna Aleida Budde (1800–1852), kunstenaar[1]
- J.A. Reinckenstraat – Johann Adam Reincken (1643–1722), Nederlands-Duits componist, organist, klavecinist, gambaspeler en muziekorganisator. Was onder meer organist van de Deventer Bergkerk
- J.B. Jongkindstraat – Johan Barthold Jongkind (1819–1891), kunstschilder
- J.B. Scholtenpad – Jan Berend (Jan[76]) Scholten (1928-2017), internist-laparoscopie. Van 1961 t/m 1993 werkzaam in het Sint Geertruidenziekenhuis[60][61] dat tot 2008 op deze locatie stond[59][77]
- J.C. van Sleehof - Dr. Jacob Cornelis van Slee (1841-1929), predikant, tevens bibliothecaris van de Athenaeumbibliotheek, en curator van het Deventer Gymnasium.[78][noot 2]
- J.D. Huibersstraat – Jan Derk Huibers (1829–1918), schilder, tekenaar kunstenaar en leraar aan de kunstnijverheidsschool in Amsterdam, begon zijn opleiding bij de Deventer Avondtekenschool[1]
- J.G. Bastiaansstraat – Johannes Gijsbertus Bastiaans (1812-1875), organist, componist en muziektheoreticus. Geboren in Wilp. Kreeg als kind in Deventer orgelles
- J.H. Pannekoekpad – Johannes Henricus (Job[64]) Pannekoek[80][81] (1905-1996[82]), van 1946-1970 als internist en geneesheer-directeur verbonden aan het Sint Geertruidenziekenhuis[60][61] dat tot 2008 op deze locatie stond[59][82] Hij was een oom van regisseur Jop Pannekoek en een oudoom van diens zoon, de cabaretier Peter Pannekoek.[81]
- J.H. Slingenbergpad – Johan Hendrik (Henk[76]) Slingenberg (1911-1999), (long-)chirurg in het Sint Geertruidenziekenhuis[60][61] dat tot 2008 op deze locatie stond[59]
- J.H. van Bolhuispad – Johan Hendrik[83] van Bolhuis (1910-1980), van 1939 tot 1969[83] kinderarts in het Sint Geertruidenziekenhuis[60][61] dat tot 2008 op deze locatie stond[59]
- J.K. Pameijerpad – Jan Karel Pameijer (1904-1971), oogarts, vanaf 1938 verbonden aan het Sint Geertruidenziekenhuis[60][61] dat tot 2008 op deze locatie stond[59]
- J.P. Sweelinckstraat – Jan Pieterszoon Sweelinck (1562–1621), Nederlands componist en organist, zoon van een priester van de Deventer Lebuïnuskerk
- J.W. Jansenpad – Jan Willem Jansen sr. (geb. 1863) en Jan Willem Jansen jr. (1890-1974), Deventer fotografen. Junior maakte begin 20e eeuw veel karakteristieke fotografieën van de oude Deventer binnenstad[84]
- J.W. Pienemanstraat – Jan Willem Pieneman (1779–1853), kan beschouwd worden als grondlegger van de 19e-eeuwse schilderkunst. Hij brak met de gewoonte 17e-eeuwse schilders te kopiëren
- Jaap Le Poolestraat – Jaap le Poole (1914-1993), PvdA politicus en verzetsman[13]
- Jac.P. Thijsseweg – Jac. P. Thijsse (1865–1945), onderwijzer, veldbioloog en natuurbeschermer
- Jacob Catslaan – Jacob Cats (1577–1660), Nederlands dichter en jurist
- Jacob de Gheynstraat – Jacob de Gheyn (ca. 1532-1582), Zuid-Nederlands kunstschilder
- Jacob Oliestraat – Jacob Olie (1834–1905), Amsterdams fotograaf
- Jacob van Bredastraat – Jacob van Breda, 15e-eeuws boekdrukker in de stad Deventer;
- Jacob van Deventerstraat – Jacob van Deventer (ca. 1505-1575), 16e-eeuws cartograaf geboren in Kampen, opgegroeid in Deventer
- Jacobus Meijlinkstraat – Jacobus Meijlink (1820–1862(?)), Deventer pionier van de fotografie
- Jacobus Reviusstraat – Jacobus Revius (1586–1658), predikant, dichter, vertaler en historicus, oprichter van het Deventer Athenaeum Illustre
- Jacques Perkstraat – Jacques Perk (1859–1881), Nederlands dichter
- Jan Blankenpad – Jan Blanken (1755–1838), waterbouwkundige
- Jan Bronnerplantsoen – Jan Bronner (1881–1972), beeldhouwer
- Jan Luykenlaan – Jan Luyken (1649–1712), dichter, schilder en etser uit Amsterdam
- Jan Rijkenstraat – Jan Rijken (1857–1921), musicus, dirigent en directeur van de Deventer Stedelijke Muziekschool
- Jan Steenstraat – Jan Steen (1625–1679), Haarlemmer schilder van gewone mensen in ontspannen situaties, had een uitbundig kleurgebruik
- Jan Stoffelstraat – Jan Stoffel (1851-1921), sociaal voorman[13]
- Jan van Arkelstraat – Jan van Arkel (1314–1378), bisschop van Utrecht (1342–1364), prins-bisschop van Luik (1364–1378)
- Jan van Deutecumlaan – Jan van Deutecum (1530-1605), graveur, drukker en uitgever
- Jan van Gilsestraat – Jan van Gilse (1881–1944), componist
- Jan van Krimpenstraat – Jan van Krimpen (1892–1958), grafisch ontwerper
- Jan van Logterenlaan – Jan van Logteren (1709–1745), beeldhouwer
- Jan Vethstraat – Jan Veth (1864–1925), portretschilder en hoogleraar kunstgeschiedenis
- Jan Wansinkstraat – Jan Wansink (1875-1946), sociaal voorman[13]
- Jan Wijngaardstraat – Jan Wijngaard (?–1781), lector aan het Deventer Athenaeum Illustre en stadschirurgijn
- Jan Wilsstraat – Jan Wils (1891-1972), architect
- Janus Baulingstraat – Adrianus Leendert (Janus) Bauling (1907–1974) draadradiopionier en wethouder in Deventer[5][6][85][86]
- Jasmijn – Arabische jasmijn (Jasminum sambac), een struik met witte bloemen.
- Jasperskamp –
- Joan Derk van der Cappellenstraat – Joan Derk van der Capellen tot den Pol (1741-1784), politicus, grondlegger van de patriottenbeweging.[13]
- Joh. Fred. Gronoviusstraat – Johannes Fredericus Gronovius (1611–1671), hoogleraar aan het Deventer Athenaeum Illustre en daarna aan de universiteit te Leiden
- Johan Roebersstraat – Johannes Hendrikus Eusebius Roebers (1886–1942), RSAP-raadslid en verzetsman[5][6][8]
- Johan Wagenaarlaan – Johan Wagenaar (1862–1941), Nederlands componist en dirigent
- Johan Wensinkstraat – Johan Wensink (1851–1922), componist en organist.
- Johanna Naberstraat – Johanna Naber (1859–1941), actief Nederlands feministe en schrijfster van talrijke historische studies.
- Johannahoeve – Weg naar boerderij Johannahoeve
- Johannes Bosboomstraat – Johannes Bosboom (1817–1891), schilder van kerkinterieurs
- Johannes Broekhuysenstraat – Johannes Broekhuysen (geb. 1847), hoofd christelijke lagere school te Deventer[27]
- Johannes Poelhekkestraat– Johannes Poelhekke (1819-1881), sociaal voorman[13]
- Johannes Sinthenstraat – Johannes Sinthen (ca. 1450 – 1533), frater die werkte als docent Grieks aan de Latijnse school te Deventer en samen met rector Alexander Hegius door hun leerling Desiderius Erasmus werd geprezen vanwege het taalonderwijs aldaar
- Johannes Tavenraatweg – Johannes Tavenraat (1809–1881), schilder van landschappen en jachttaferelen in de romantische traditie
- Johannes van Vlotenlaan – Johannes van Vloten (1818–1883), wetenschapper, vrijdenker en modern humanist
- John Raedeckerpad – John Rädecker (1885–1956), Nederlands beeldhouwer en schilder
- Joke Smitstraat – Joke Smit, feministe in de jaren zeventig van de 20e eeuw

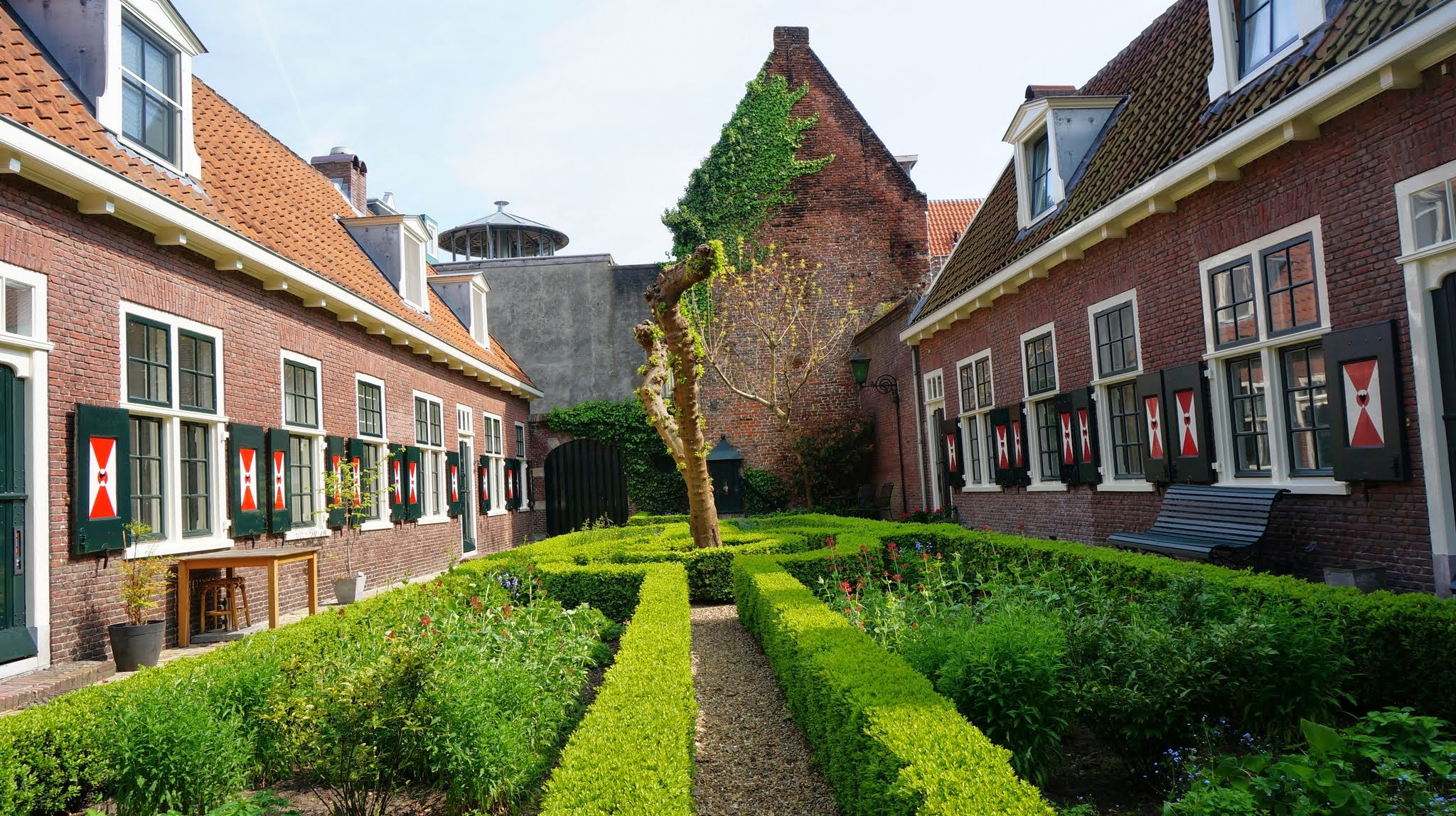
Jordenshof (2014)

- Joost Beeldsnijderweg – Joost Janszoon Beeldsnyder (1541-1590), militair ingenieur, landmeter, beeldhouwer, plaatsnijder, cartograaf en bouwmeester. Zijn bouwwerken zijn in vroegrenaissance-stijl met gotische elementen.
- Joost van den Vondellaan – Joost van den Vondel (1587–1679), dichter en toneelschrijver
- Jordenshof – Jordens, Deventer patriciërsfamilie
- Jozef Israëlsstraat – Jozef Israëls (1824–1911), een van de voornaamste kunstschilders uit de Haagse School

### K
- Kamille – Kamille, plantengeslacht uit de composietenfamilie
- Kamperfoelie – Kamperfoelie, geslacht van slingerplanten
- Kamperstraat – Kampen, stad in Overijssel
- Kannenburg – Kasteel De Cannenburch bij Vaassen
- Kapjeswelle – Deel van de IJsselkade, wallekant
- Kardinaalsmuts – Kardinaalsmuts, plantengeslacht van struiken en kleine bomen
- Karel de Grotelaan – Karel de Grote (ca. 747-841), van 800 tot 814 keizer van het Heilige Roomse Rijk
- Karel de Groteplein – idem
- Karel Mullerweg – Karel Muller (1857–1942), Nederlands architect
- Karkiet – Karekiet, zangvogel
- Kaspar Karsenstraat – Kasper Karsen (1810–1896), Nederlands kunstschilder
- Kastanjeweg – Kastanje, geslacht van loofbomen
- Kattestaart – Plant uit de amarantenfamilie
- Kazernestraat – Straat langs de Boreelkazerne. Maakt deel uit van de provinciale weg N344.
- Kees van Baarenstraat – Kees van Baaren (1906–1970), componist
- Kees Verkerkstraat – Kees Verkerk (1942), voormalig langebaanschaatser[15][16][17]
- Keizer Frederikstraat – Keizer Frederik I Barbarossa (1122-1190)
- Keizer Karellaan – Keizer Karel V (1500-1558)
- Keizerspad – idem, pad bij sporthal Keizerslanden
- Keizerstraat – naar het vestingwerk Den Keizer dat was genoemd naar keizer Karel V[12][31]:p24,49

- Kerksteeg – Steeg bij de Bergkerk

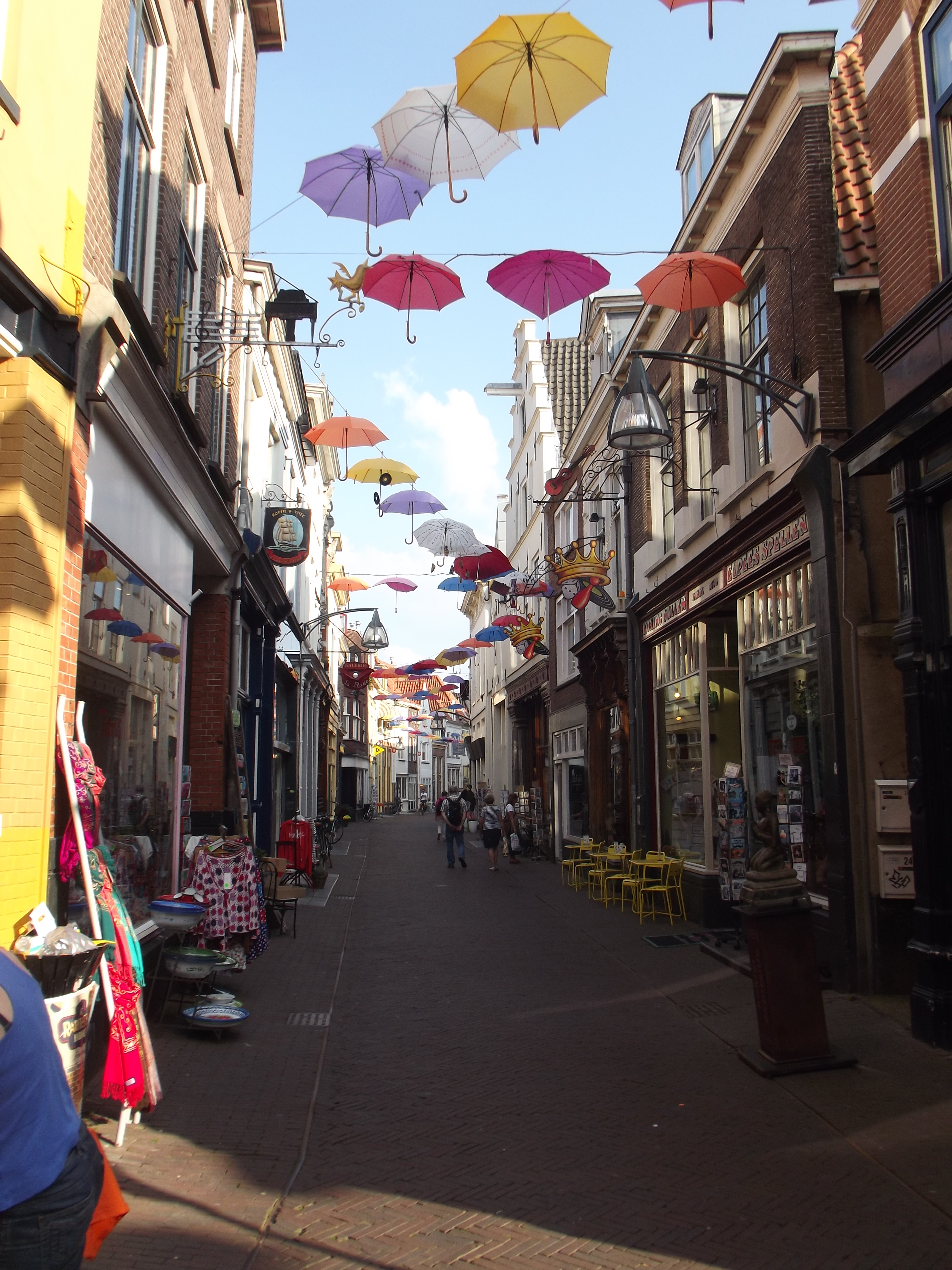
Kleine Overstraat (2014)

- Kerkstraat – Straat langs de Heilig Hartkerk
- Kersenstraat – Kers, vruchtboom
- Keukelenberg –Keukelen(berg), boerderij in Colmschate[41]
- Keulenstraat – Keulen, stad in Duitsland
- Keurkampstraat –
- Kiekebeld – (Klein) Kiekebelt, oude boerderij[41]
- Kievit – kievit, weidevogel
- Kilstraat – Kil of Dordtsche Kil, water in Zuid-Holland
- Klaproos – Klaproos
- Klein Roessink – (Klein) Roessingh/Roessink, oude boerderij[87][88]
- Kleine Overstraat – Verbindingsweg ('overweg') tussen Brink en Lange Bisschopstraat[12]
- Kleine Poot – Vermoedelijk genoemd naar Ecbertus in Poto (13e eeuw)[12]
- Klimoppad – Klimop
- Klinkenbeltsweg – Klinkenbelt
- Klooster – naar het Buiskensklooster dat hier vanaf de 15e eeuw stond[12]
- Kluwerweg - Kluwer, Deventer uitgeversfamilie[89]
- Kolkweg –
- Koning Christiaanstraat – Christiaan I van Denemarken (1426-1481)
- Koning Wenzelstraat – Koning Wenzel (1361-1419), Rooms-Duits koning (1378-1400)
- Koningin Julianastraat – Juliana der Nederlanden (1909-2004)
- Koningin Wilhelminalaan – Wilhelmina der Nederlanden (1880-1962)
- Koningsbergenstraat – Koningsbergen
- Koningspage – koningspage
- Koolwitje – koolwitje, vlinder uit het geslacht Pieris
- Koperwiek – Koperwiek
- Korenbloem – Korenbloem
- Kornoelje – Kornoelje
- Korte Assenstraat – Straat in het verlengde van de Assenstraat[12]
- Korte Bisschopstraat – straat leidende naar de bisschopshof bij de Lebuïnuskerk.[12] Ook bekend als de Korte B.

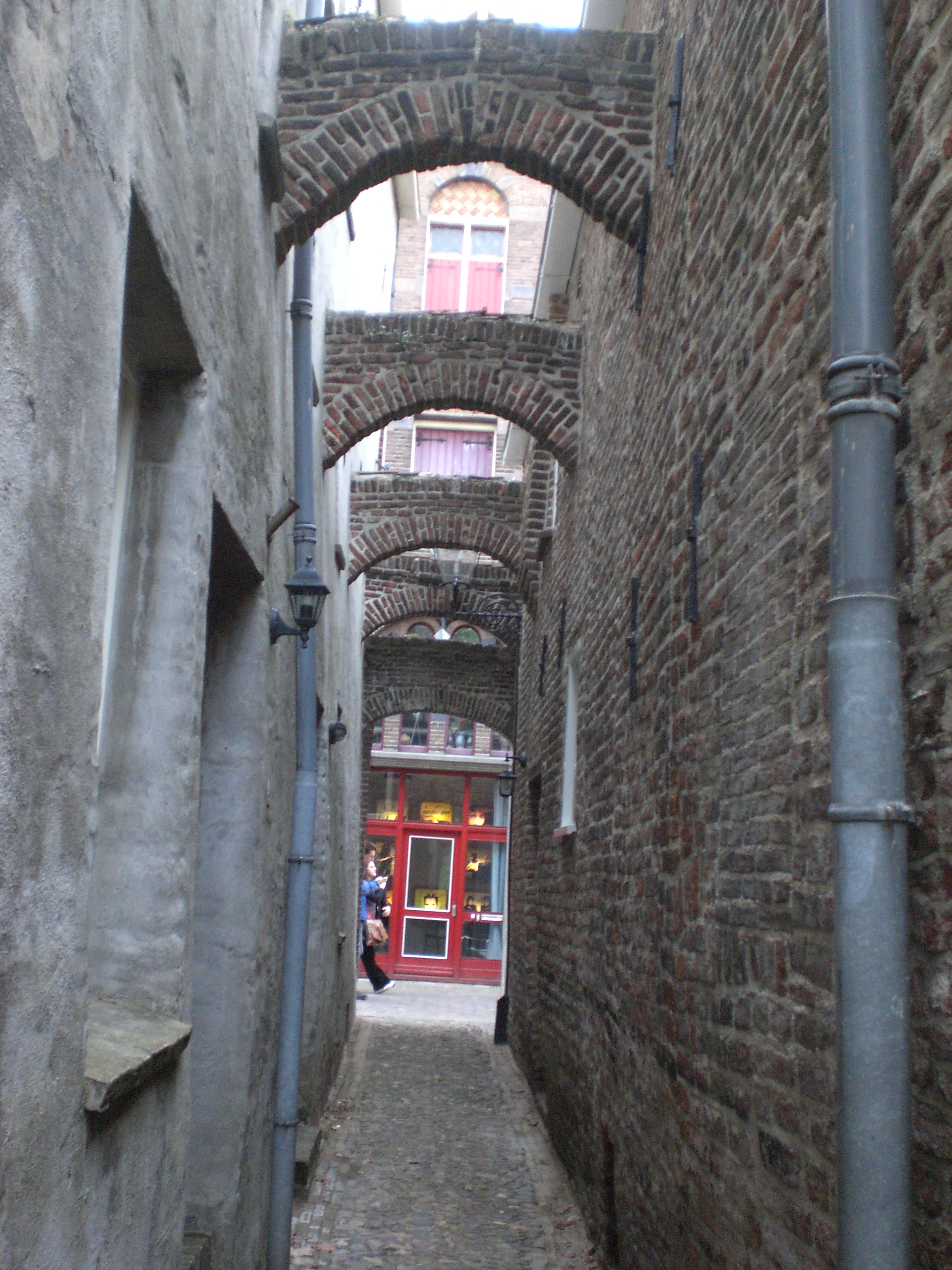
Kranensteeg (2010)

- Korte Davostraat – Davo, monnik die Lebuïnus vergezelde (8e eeuw)
- Korte Noordenbergstraat – Straat naar de Noordenberg, een heuvel ten noorden van Deventer
- Korte Rij –
- Korte Schoolstraat – zijstraat van de schoolstraat
- Korte Zandstraat –
- Kortelingstraat – Korteling, Deventer kunstschilderfamilie. O.a. Gerhard Korteling sr. (1809–1888), Bartus Korteling (1853–1930), Willem Korteling (1889–1964) en Herman Korteling[1][noot 1][90]
- Kortestraat – straat van geringe lengte
- Kosterstraat – Koster, Deventer regentenfamilie
- Kranenburg – Kranenburg, een plaats in de gemeente Bronckhorst
- Kranensteeg – Steeg die uitkwam bij de loskraan op de IJsseloever[12]
- Kromhoutstraat – Willem Kromhout (1864-1940), architect
- Kromme Kerkstraat – Gebogen zijstraat van de Kerkstraat
- Krommeakker – oude veldnaam in Colmschate
- Krommendijksweg –
- Kronenbergweg – W.F. Kronenberg (1848-1892), een van de bekendste directeuren van de Koninklijke Deventer Tapijtenfabriek (KDV) (1797). In 1919 fuseerde de fabriek met twee andere tot de Koninklijke Vereenigde Tapijtfabrieken (KVT). De Deventer fabriek sloot in 1978.[74][91]
- 1e Kruisstraat –
- 2e Kruisstraat –
- Kruklandsweg – Krukkeland, erve dat eigendom was van klooster Ter Hunnepe
- Kuilestraat –
- Kuiperstraat – Naar Claes Cuyper, rond 1600 inwoner van de straat[12]
- Kurkeikweg – Kurkeik, boom uit de napjesdragersfamilie
- Kwekerijpad – voormalige orchideeënkwekerij Kloezeman, die hier van 1839 t/m 2020 gevestigd was[92][93]
- Kwikstaart – Kwikstaart, zangvogel

### L
- L. Hillesumstraat – Dr. Louis Hillesum (1880–1943), rector van het Deventer Stedelijk Gymnasium, vader van Etty Hillesum. Met de leden van zijn gezin in Auschwitz door de nazi's vermoord.[94]
- L. Meijerstraat – Louis Meijer (1809–1866), Schilder van zeegezichten[1]
- Laan van Borgele – Borgele, voormalige buurtschap en marke ten noorden van de stad Deventer, in het schoutambt Kolmenschate
- Laboratoriumplein – Naar het aan het plein gelegen voormalig laboratorium van Noury & van der Lande, later Akzo
- Lage Steenweg – De verharde weg tussen Stadsland en Ossenwaard op de plek waar geen dijk was
- Lage Weteringsweg – Deel van de voormalige buurtschap Wetering
- Lagestraat –
- Lambertus Zijlpad – Lambertus Zijl (1866-1947), beeldhouwer en medailleur
- Lamme van Dieseplein – Lamberta (Lamme) van Diese. Zij stichtte in 1388 het Lamme van Diesehuis, een huis voor Zusters van het Gemene Leven
- Lammersweg –
- Landeweersdijk – Dijk die deel uitmaakte van de landweer
- Landsherenlaan – Landsheer, soeverein over een bepaald gebied in dit geval het Oversticht
- Landsherenplein – Idem
- Landstraat –
- Lange Bisschopstraat – Leidende naar de bisschopshof bij de Lebuïnuskerk.[12] Ook bekend als de Lange B.
- Lange Laan – Laan van enige lengte
- Lange Rij –
- Lange Zandstraat –
- Langestraat – Straat van enige lengte
- Larenstein – Hogeschool Larenstein, sinds 1988 de naam van de van 1912 tot 2006 hier gevestigde Rijks Hogere Landbouwschool. In 2019 werden in het gebouw appartementen en op het terrein woningen gebouwd.[95][96]
- Lathmerstraat – Landgoed Lathmer in de gemeente Voorst
- Lauweriksplein – Mathieu Lauweriks (1864–1932), architect
- Lebuïnuslaan – Lebuïnus, Angelsaksische missionaris uit de 8e eeuw. Hij kerstende Deventer en omstreken en werd heilig verklaard.
- Leeghwaterlaan – Jan Adriaenszoon Leeghwater (1575–1650), molenmaker en waterbouwkundige.
- Leemakker – Oude veldnaam in Colmschate
- Leeuwenbrug – Naar de daar voorheen liggende brug die getooid was met stenen leeuwen
- Leeuwerik – Leeuweriken, familie van zangvogels
- Lekstraat – Lek, Nederlandse rivier
- Leliestraat – Lelie, plantengeslacht
- Leo Halleweg – Leo Halle (1906–1992), doelman van de Deventer voetbalvereniging Go Ahead en het Nederlands elftal
- Leonard Springerlaan – Leonard Springer (1855-1940) tuin- en landschapsarchitect.
- Leopold van der Kunstraat – Leopold van der Kun (1801–1864), ingenieur en Hoofdinspecteur van Rijkswaterstaat.
- Leusensteeg – Naar Herman Luese die in 1483 in deze steeg woonde[12]
- Levensboompad – Levensboom (Thuja), plantengeslacht
- Lex ten Kleystraat – Lex ten Klei (1911–1989), grafisch kunstenaar werkzaam in de reclamewereld
- Libel – Libel, de insectorde Odonata
- Liesbeth den Uylstraat – Liesbeth den Uyl (1924-1990), activiste, publiciste en politica
- Ligusterpad – Liguster, plant
- Lijster – Lijster, middelgrote zangvogel
- Lijsterbeslaan – Lijsterbes, bessen dragende struik
- Lina Roetert Steenbruggenstraat – Engelina Johanna Roetert Steenbruggen (“Tante Lina”) (1888–1976), maatschappelijk actieve inwoonster van Diepenveen[5][6][97][98]
- Lindemanweg – Hendrik Lindeman (1696–1758), grondlegger Deventer industrie[30][99]
- Lindenplein – Linde, loofboom
- Lindenstraat – Linde
- Lingestraat – Linge, rivier in de Betuwe
- Lodeizengaarde – Hans Lodeizen , dichter 1924-1950
- Londenstraat – Londen, hoofdstad van het Verenigd Koninkrijk
- Longoliusstraat – Gisbertus Longolius (1507–1543), rector van de Latijnse school van Deventer
- Lookersdijk – Oud dijkje dat waarschijnlijk dateert uit de 13e eeuw. Vroeger lag hier een meander van de IJssel.[100]
- Loomanstraat – Bernardus Looman (1811–1871), stadsbouwmeester van Deventer van 1837 tot 1871, onder meer medeontwerper van de Boreelkazerne (1847-1848) (samen met kapitein-ingenieur Johan Rijsterborgh)[noot 4]
- Louis Pasteurstraat – Louis Pasteur (1822–1895), Frans wetenschapper
- Louis Royerstraat – Louis Royer (1793–1868), Belgisch beeldhouwer
- Lübeckstraat – Lübeck, Duitse havenstad aan de Oostzee
- Lucas van Leydenweg – Lucas van Leyden (1494–1533), Nederlands schilder en graveur
- Ludgerstraat – Ludger bisschop van Utrecht van ca. 848 tot 854
- Lunet – Lunet, klein vestingwerk

### M
- M. Bossestraat – M. Bosse (1838-1901), fotograaf
- M.C. Escherweg – Maurits Cornelis Escher (1898-1972), grafisch kunstenaar
- Maagdenburgstraat – Maagdenburg, een stad in de Duitse deelstaat Saksen-Anhalt
- Maalderijstraat – Straat waar een graanmaalderij stond
- Maansteeg –
- Maaskantstraat – Huig Maaskant (1907-1977), architect
- Maasstraat – Maas, rivier
- Maatmansweg – Naar de voormalige katerstede erve Maatman (ook wel Rouwmate genoemd)[28]:p17
- Magerhorst – Huis Magerhorst, havezate gelegen bij het dorp Duiven in Gelderland.
- Magnolia – Magnolia, een plantengeslacht
- Manegestraat – Manege, een besloten plaats waar het paardrijden wordt beoefend.
- Manhuissteeg – Naar het oudemannenhuis dat er tussen 1473 en 1737 was gevestigd[12]
- Maranathaplein – Plein bij de Maranathakerk
- Maretak – Maretak, groenblijvende plant. Halfparasiet uit de sandelhoutfamilie
- Marga Klompéstraat – Marga Klompé (1912-1986), politica en in 1956 de eerste vrouwelijke minister van Nederland
- Margijnenenk – Margijnen Enk, voormalig landbouwgebied buiten de vesting Deventer.
- Marie Jungiusstraat – Marie Jungius (1864-1908), grondlegster en eerste directrice van het Nationaal Bureau voor Vrouwenarbeid
- Marie-Anne Tellegenstraat – Marie Anne Tellegen (1893-1976), feministe, verzetsstrijdster en ambtenares
- Mariënburghplein – Gerhard Mariënburgh (1666-1732), Burgemeester van Deventer (1707–1732)[111]
- Mariënburghstraat – Mariënburgh, Deventer regentenfamilie
- Marius Bauerweg – Marius Bauer (1867–1932), Nederlandse kunstschilder
- Markushof –
- Marsmangaarde – Hendrik Marsman (1899-1940), dichter, vertaler en literair criticus
- Mart Stamstraat – Mart Stam (1899–1986), Nederlands meubelontwerper en architect
- Mary Zeldenrustpad – Mary Zeldenrust-Noordanus (1928–1984), Nederlands psycholoog
- Mathilde Wibautstraat – Mathilde Wibaut (1862-1952), politica en feministe
- Matthijs Vermeulenstraat – Matthijs Vermeulen (1888-1967), componist en muziekpublicist
- Mecklenburgstraat – Mecklenburg
- Meerkoet – Meerkoet, watervogel
- Meiboomstraat – Meiboom, symbool van het feest ter ere van het begin van de zomer
- Meikever – Meikever, insect
- Melchior Bolstrastraat – Melchior Bolstra (1704–1779), landmeter, cartograaf en waterbouwkundige
- Melksterstraat – Straat bij de Melksterpoort, waardoor de melksters gingen om aan de overzijde van de IJssel de koeien te gaan melken[12]
- Mendes da Costapad – Joseph Mendes da Costa (1863-1939), Nederlands beeldhouwer
- Menstraat –
- Merel – Merel, zangvogel
- Merwedestraat – Merwede, rivier
- Metsustraat – Gabriël Metsu (1629–1667), genreschilder met een vaak veranderende stijl
- Metzelaarplein – Willem Metzelaar (1849-1918), Bouwmeester der gemeente Deventer van 1872 tot 1883[noot 4]
- Michel de Klerkstraat – Michel de Klerk (1884-1923), architect
- Michiel de Swaenstraat – Michiel de Swaen (1654-1707), heelmeester en rederijker uit de Zuidelijke Nederlanden.
- Middelweg –
- Midden Rij –
- Mina Krusemanlaan – Mina Kruseman (1839-1922), feministe, voordrachtskunstenares, schrijfster, actrice en zangeres
- Moerakkerdwarsstraat –
- Moerakkerstraat –
- Moerbeistraat – Moerbei, boom
- Molbergsteeg – Erve Het Mol, oude boerderij[28]:p28
- Molbergsweg – idem
- Molenbelt –
- Molenstraat –
- Moreelsestraat –
- Moseikweg – Moseik, boom
- Mr H.F. de Boerlaan – Mr. H.F. de Boer, directeur van de Deventer bedrijven N.V. Exploitatie Maatschappij DAVO en N.V. Import Maatschappij 'Djember', wethouder (VDB) voor Publieke Werken van Deventer van 1913 tot 1923 en initiatiefnemer van het Deventer industriespoor[112][113]
- Mr H.F. de Boerplein – idem
- Muggeplein – Naar Herman Mugge, die er ooit een hoekhuis bewoonde[12]
- Mulock Houwersstraat – Jan Anthony Mulock Houwer (1857-1933), stadsarchitect van Deventert[noot 4] en Groningen
- Munsterstraat – Münster, stad in Duitsland
- Muntengang – Steeg bij de Deventer Muntentoren[12]
- Murenbeld –
- Murmelliusstraat – Johannes Murmellius (1480–1517), humanist, pedagoog en dichter

### N
- Nachtegaal – Nachtegaal, zangvogel
- Nassaustraat – Huis Nassau, geslacht waaruit het Nederlandse vorstenhuis is voortgekomen
- Neerstraat – Neer of Neerbeek, rivier in Limburg
- Nering Bögelweg – Nering Bögel, industriële pionier metaalindustrie[30][99][114]
- Nettelhorst – Nettelhorst, voormalige havezate ten oosten van Lochem
- Nico Bolkesteinlaan – mr.dr. Nico Bolkestein (1910-1993), gedeputeerde van Groningen, burgemeester van Middelburg (1950-1957) en Deventer (1957-1975)
- Nicolaas de Cusastraat – Nicolaas van Cusa (1401-1464), Duits theoloog, filosoof, wiskundige, astronoom, humanist en jurist. Ontving zijn primaire vorming aan de Kapittelschool te Deventer. Stichtte de Bursa Cusana, een fonds voor levensonderhoud van behoeftige studenten van die school.
- Nicolaas Maesstraat – Nicolaas Maes (1634-1693), kunstschilder
- Nieuwe Markt – Plein dat al in 1235 bestond. Het werd in de 17e eeuw flink vergroot, eeuwenlang was hier tweemaal per week groentemarkt.[12]
- Nieuwe Rij –
- Nieuwedijk – Heette op de kadastrale kaart van 1823 ‘Het Nieuwe Dijkje’[11]:p168[52]
- Nieuwstraat – Naam komt al voor op documenten uit 1331[12]
- Nijhoffgaarde – Martinus Nijhoff (1894–1953), dichter die streefde naar herwaardering van het 'gewone woord' in de poëzie
- Nijmegensestraat – Nijmegen, stad in Gelderland
- Nijverheidstraat –
- Nilantstraat – Nilant, in Deventer tot 1673 langdurig invloedrijk regentengeslacht
- Nollesgat – Arnold Nolle Koers (1928–1983), de laatste groenteboer die in Deventer met paard en wagen door de stad ging[115]
- Noordenberg – De Noordenberg of Molenberg was een hoog rivierduin waarop windmolens stonden. Het werd al in de 12e eeuw grotendeels afgegraven, maar enkele molens bleven tot in de 19e eeuw. De ze lag ten noorden van de stad en heette daarom de noordelijke berg of noordenberg[12]
- Noordenbergschild – Sterkte nabij de Noordenberg, een heuvel ten noorden van Deventer.
- Noordenbergsingel – Singel bij de Noordenberg
- Noordenbergstraat – Straat naar de Noordenberg
- Noorderplein – Plein net ten noorden van de oude stad
- Noorderstraat –
- Noordzeestraat – Noordzee, zee tussen Nederland en Engeland
- Noorwegenstraat – Noorwegen, land in Scandinavië
- Nova Zemblastraat – Genoemd naar voormalige ijsfabriek "Nova Zembla"
- Nulendsweg –

### O
- Olijfwilgpad – Olijfwilg, plantengeslacht uit de duindoornfamilie
- Olthoflaan – Laan richting het middeleeuwse erve Olthof dat eigendom was van klooster Ter Hunnepe
- Omerinkweg –Erve Omerink, oude boerderij in Colmschate
- Onder de Linden – Deel van de IJsselkade
- Ooievaarstraat – Genoemd naar luciferfabriek De Ooievaar die hier van 1881 tot 1889 gevestigd was
- Oosterstraat – Een van de eerste straten ten oosten van de vesting Deventer
- Oostrikdwarsweg – Zijweg van de Oostrikweg
- Oostriklaan – Erve Oostrik of ‘t Oosterwijk, boerderij ten oosten van Colmschate[41]
- Oostrikplein – idem
- Oostrikweg – idem, zijweg van de Oostriklaan
- Op de Keizer – Plaats van het voormalige vestingwerk Den Keizer dat was genoemd naar keizer Karel V[12][31]:p24,49
- Oscar van Hemelhof – Oscar van Hemel (1892-1981), componist van Belgische afkomst
- Osnabruckstraat – Osnabruck Hanzestad in de Duitse deelstaat Nedersaksen
- Ossenweerdstraat – Straat richting de Ossenwaard, gelegen aan de andere zijde van de IJssel
- Otto van Lippestraat – Otto van Lippe (?–1227), als Otto II bisschop van Utrecht. Gesneuveld in de slag bij Ane
- Oudaenstraat – Joachim Oudaen (1628–1692), dichter en psalmberijmer, tegelbakker en verdediger van de stroming der collegianten
- Oude Bathmenseweg – Oude weg richting Bathmen
- Oude-Brandweerplein – Plein op de Zandweerd waar tussen 1969 en 1990 de brandweer was gevestigd
- Oude Holterweg – Oude weg richting Holten
- Oude Oxersteeg – Oude weg richting Oxe
- Oudegoedstraat –
- Oudstraat – Jacobus Johannes Pieter Oud (1890–1963), architect, lid van 'De Stijl' en pionier van het 'Nieuwe Bouwen'
- Overstichtlaan – Oversticht, oude naam voor Overijssel
- Oxerhoflaan – De Oxerhof, landgoed ten zuiden van Deventer dat al in de 12e eeuw vermeld wordt
- Oxerpad – Pad in het verlengde van de Oude Oxersteeg
- Oxersteeg – Weg richting Oxe
- Oxerstraat – Oxe, buurtschap en voormalige marke in het zuiden van Deventer
- Oyseweg – De Oye, oude boerderij op de westelijke IJsseloever nabij Wilp[41]

### P
- P. Flintstraat – Piet Flint (1895–1987), Deventer schilder van landschappen en bloemstillevens, een van de "Deventer Vier"[1][noot 1]
- P.C. Hooftlaan – Pieter Corneliszoon Hooft (1581–1647), geschiedkundige en schrijver
- Paalakker – Oude veldnaam in Colmschate
- Paddegatsteeg –
- Paderbornstraat – Paderborn, stad in Duitsland
- Pakkerijsteeg –
- Pamontstraat –
- Panakker – Oude veldnaam in Colmschate
- Papenblik –
- Papenstraat – Waar rooms-katholieke functionarissen waren gevestigd[12]
- Parallelweg – Evenwijdig aan de spoorbaan lopende weg
- Parkweg – Weg door het Rijsterborgherpark
- Paul Gabriëlstraat – Paul Gabriël (1828-1903), kunstschilder, tekenaar, aquarellist en etser
- Paul Schuitemastraat – Paul Schuitema (1897–1973), Nederlands fotograaf, filmer en grafisch ontwerper
- Paul Schoemakerstraat – Paul Schoemaker (1922-2011) Een van de grondleggers van familiebedrijf Vaessen-Schoemaker en initiatiefnemer van aanleg Deventer Kunstijsbaan gereed in 1962
- 1e Pauwenlandstraat –
- 2e Pauwenlandstraat –
- Peeke Bosmastraat – Peeke Bosma (1908–1942), RSAP-raadslid[5][6][8][116][117]
- Pekelharingsweg – De Pekelharing, naam van een boerderij ter plekke
- Peppelweg – Populier, geslacht van loofbomen
- Perestraat – Peer, vruchtboom
- Perzikstraat – Perzik, vruchtboom
- Peter van Anrooystraat – Peter van Anrooy (1879–1954), componist en dirigent
- Peterspad –
- Philip van Praagstraat – Philip van Praag sr. (1887–1942), Nederlands graficht kunstenaar
- Pier Panderhof – Pier Pander (1864–1919), beeldhouwer en ontwerper
- Piet van Donkplein – Piet van Donk (1926-1967), sportjournalist van het Deventer Dagblad, ca. 1960 voorzitter van de Deventer IJs Club (DIJC)
- Piet Zwartstraat – Piet Zwart (1885–1977), Nederlands fotograaf en ontwerper
- Pieter Bothstraat – Pieter Both (1568-1615), eerste Gouverneur-generaal van Nederlands-Indië (1610-1614)
- Pieter Clausingstraat – Pieter Clausing (1870–1914), fotograaf die enkele jaren in Deventer werkzaam was
- Pieter de Hooghstraat – Pieter de Hoogh (1629–1654), genreschilder
- Pieter Klaarhamerstraat – Piet Klaarhamer (1874–1954), architect en meubelontwerper
- Pieter Kramerstraat – Piet Kramer (1881–1961), Nederlands architect
- Pieter Langendijkstraat – Pieter Langendijk, toneelschrijver en dichter
- Pieter Stuitjestraat – Pieter Stuitje (1853–1931), voormalig hoofd van School C[27]
- Pijlstaart – Pijlstaart, een soort eend
- Pikeursbaan – Naar het Pikeursbolwerk dat in 1621 hier gebouwd werd. In de 19e en de eerste helft van de 20e eeuw stonden er de stallen en de manege van de huzaren van de Boreelkazerne.[12]
- Pikeursplaats – Binnenplaats aan de Pikeursbaan
- Pioenhof – Pioenroos, tuin- en sierplant
- Plantsoenstraat – Straat richting Rijstenborgherplantsoen
- Plataanweg – Plataan, boom
- Platvoetsdijk – Dijk nabij de IJssel die het gebied Platvoet moest beschermen
- Plompmarsweg – ‘Mars’ is laag, drassig en doorgaans vruchtbaar land.[11]:p162
- Polstraat – Waarschijnlijk genoemd naar een op die plaats aanwezige waterpoel[12]
- Pontsteeg – Naam voor het eerst vermeld in een rekening uit 1368[12]
- Postmastraat – Jan Diederik Postma (1890–1962), architect
- Pothoofd – Landhoofd in de rivier, aanlegplaats voor rivierscheepjes[12]
- Potterstraat – Paulus Potter (1625–1654), schilder van vee en huisdieren
- President Steynstraat – Marthinus Theunis Steyn (1857–1916), president van de Oranje Vrijstaat in Afrika
- Prins Bernhardstraat – Bernhard van Lippe-Biesterfeld (1911–2004), echtgenoot van Juliana der Nederlanden
- Prins Hendrikstraat – Hendrik van Mecklenburg-Schwerin (1876–1934), gemaal van Wilhelmina der Nederlanden
- Prinsenplaats – Naam van een stadsboerderij uit 1630 die tot 1988 ter plekke stond
- Prinses Beatrixstraat – Beatrix der Nederlanden (1938), eerste dochter en opvolgster van Juliana der Nederlanden
- Prinses Irenestraat – Irene der Nederlanden (1939), tweede dochter van Juliana der Nederlanden
- Prinses Margrietstraat – Margriet der Nederlanden (1943), derde dochter van Juliana der Nederlanden
- Prinses Marijkestraat – Marijke, vroegere roepnaam van Christina der Nederlanden (1947–2019), vierde en jongste dochter van Juliana der Nederlanden
- Prof C. Eykmanstraat – Christiaan Eijkman (1858–1930), Nederlands arts, patholoog en Nobelprijswinnaar.
- Prof Einthovenstraat – Willem Einthoven (1860–1927), Nederlandse arts, hoogleraar en Nobelprijswinnaar
- Proosdijpassage – Moderne winkelpassage nabij de Proosdij, het oudste nog bestaande stenen huis in Nederland
- Putmanstraat – Deventer regentengeslacht. O.a. Everhard Herman Putman (1740–1801), Oranjegezind burgemeester van Deventer.[118]

### R
- R.C. Nieuwenhuysstraat – Robert Charles Nieuwenhuys (1833–1905), procureur, schoolopziener en wethouder te Deventer
- R.J. Schimmelpenninckhof – Rutger Jan Schimmelpenninck (1761–1825), in Deventer geboren, door Napoleon in 1805 tot raadpensionaris van de Bataafse Republiek benoemd.[noot 2]
- Raalterweg – Provinciale weg richting Raalte.
- Raamdwarsstraat – Zijstraat van de Raamstraat
- Raamsluisstraat – Raamsluis, ook Pothoofdsluis genoemd, voormalige schutsluis die van 1853 tot 1953 op deze locatie lag.[119][120][noot 5]
- Raamstraat – Straat aangelegd in het gebied waar lakenbereiders het geverfde laken op ramen te drogen zetten[12]
- Radboudlaan – Radboud van Utrecht (ca. 850 – 917), bisschop van Utrecht
- Radstakeweg – Boerderij De Radstake
- Ramelestraat – Ramele, buurtschap bij Raalte[41]
- Randerstraat – Grens van de Rander-marke, een van de zes marken van het voormalige schoutambt Colmschate
- Rattinkstraatje –
- Ravensweerdstraat – Straat in gebied dat als gerechtsplaats dienstdeed
- Rectorsweerd –
- Reelaar – Het Reelaer, landgoed bij Heino
- Reestpad – Reest, beek in Overijssel[131]
- Reggestraat – Regge, rivier in Overijssel
- Reigerstraat – Reiger, vogel
- Reilinkmarspad – ‘Mars’ is laag, drassig en doorgaans vruchtbaar land.[11]:p162
- Rembrandtkade – Rembrandt van Rijn (1606–1669), kunstschilder, tekenaar en etser
- Revalstraat – Reval, Hanzestad, heet sinds 1918 Tallinn
- Richard Holstraat – Richard Hol (1825–1904), Nederlandse componist en dirigent
- Richard Paffraedstraat – Richard Paffraed (1455-1512), drukker die in 1477 het eerste boek in Deventer drukte
- Ridderinkhof – Oude boerderijnaam
- Rielerkolkweg – Weg langs de Rielerkolk
- Rielerweg – Weg richting voormalige buurtschap Riele (huidig dorp Schalkhaar)
- Rien Ditzelstraat – Johan Rien Ditzel, CPN Wethouder[5][6]
- Rietveldstraat – Gerrit Rietveld (1888–1964), Nederlands architect en meubelontwerper
- Rigastraat – Riga, Hanzestad en hoofdstad van Letland
- Rijkmanstraat – De straatnaam is wellicht afgeleid van die van vrouwe Richmoet die voor 1340 in de straat woonde[12]
- Rijksstraatweg – Provinciale weg van Deventer naar Twello
- Rijksweg A1 – Snelweg tussen Amsterdam en de Duitse grens, die langs de zuidrand van Deventer loopt
- Rijnstraat – Rijn, rivier
- Rijsterborgherweg – Genm Johan Hendrik Lexau Rijsterborgh (1801–1873), ingenieur der geniewerken. Als kapitein een van de ontwerpers van de Boreelkazerne (1847/’48) in Deventer.[132]
- Rijsweerdsweg – Rijsweerd, uiterwaard waaruit rijshout werd geoogst
- Ringersstraat – Johan Ringers (1885–1965), waterstaatkundig ingenieur, directeur van Rijkswaterstaat en bestuurder van de Indische spoorwegen.
- Rispensstraat – Jan Albertus Rispens (1889–1962), onder andere docent in Deventer[27]
- Robert Kochlaan – Robert Koch (1843–1920), bacterioloog, winnaar Nobelprijs voor geneeskunde
- Robert van Voerststraat – Robert van Voerst, geboren in 1597 te Deventer, graveur des konings aan het Britse hof
- Rodijksweg – Erve Rodijk in buurtschap De Bannink bij Colmschate[28]:p19
- Roelofsbeldstraat –
- Roerdomp – Roerdomp, moerasvogel
- Roermondstraat – Roermond, plaats in Limburg
- Roerstraat – Roer, rivier in Limburg
- Roessinkspad – Erve Roessink
- Roessinksweg – Erve Roessink
- Roggestraat – Loopt naar het gedeelte van de Deventer Brink waar in de middeleeuwen rogge werd verhandeld[12]
- Roland Holstlaan – Adriaan Roland Holst (1888–1976), dichter
- Rolklaver – Rolklaver, plantengeslacht uit de vlinderbloemenfamilie
- Rombout Verhulstlaan – Rombout Verhulst (1624–1698), beeldhouwer en tekenaar
- Romeyn de Hooghestraat – Romeyn de Hooghe (1645–1708), universele geest
- Roodborst – Roodborst, zangvogel
- Rosa Manusstraat – Rosa Manus (1881–1942), feministe, pacifiste en nazi-slachtoffer
- Rostockstraat – Rostock, Hanzestad in de Duitse deelstaat Mecklenburg-Voor-Pommeren
- Rouwenmaatpad – Naar de voormalige katerstede erve Rouwmate (ook Maatman)
- Roveniusstraat – Philippus Rovenius (1573–1651), was als rooms-katholiek priester apostolisch vicaris van de Hollandse Zending van 1614 tot 1651. Rovenius werd als Van Rouveen geboren te Deventer
- Rozengaarderweg – Weg naar de rozenkwekerij
- Rozenstraat – Roos, plantenfamilie
- Rubensstraat – Peter Paul Rubens (1577–1640), Zuid-Nederlands kunstschilder, tekenaar en diplomaat
- Rudolf Heyligersstraat – Rudolf Heyligers (1745–1806), lector anatomie aan het Deventer Athenaeum Illustre, stadschirurgijn en vroedmeester
- Rudolf van Diepholtstraat – Rudolf van Diepholt (1390–1455), bisschop van Utrecht
- Rutgersstraat – Fotografenfamilie Rutgers uit Deventer[133]
- Ruysdaelstraat – Jacob Isaacksz. van Ruisdael (ca. 1628 – 1682), Nederlands landschapschilder

### S
- S.H. de Roosstraat – Sjoerd Hendrik de Roos (1877–1962), ontwerper en kunstenaar
- Sallandstraat – Salland, landstreek in het westen van Overijssel
- Salomonszegel – Salomonszegel, kruidachtige plant
- Sanatoriumdwarsstraat – Zijstraat van de Sanatoriumstraat
- Sanatoriumstraat – Sanatorium
- Sandrasteeg – Naar Hendrik de Sandra (1619–1707), militair gouverneur van de vesting Deventer en bewoner van de steeg[12]
- Sassenstraatje –
- Scharfstraat – Scharf, Deventer regentenfamilie
- Scheepvaartstraat – Straat langs de haven
- Scheldeplein – Schelde, rivier die ontspringt in Noord-Frankrijk en door Vlaanderen via Antwerpen naar de Noordzee stroomt.
- Scheldestraat – Schelde
- Schevingstraat – Henrik Scheving, 14e-eeuwse Deventer regent
- Schinkenstraat –
- Schipbeekpad – Schipbeek, beek die bij Deventer uitmondt in de IJssel
- Schipbeekstraat – Schipbeek
- Schoemakersplein – Antonie Johannes Schoemaker (1852–1927), oprichter van de Deventer zeep- en snoepfabriek Senzora[noot 3]
- Scholierstraat – Peter Scholier (ca. 1550 – 1623), koopman, lid van de magistraat van Deventer en handelsambassadeur voor de stad in Westfalen
- Schonenvaardersstraat – Schonenvaarders, kooplieden die vanaf de 13e eeuw met hun schepen op het schiereiland Schonen voeren, gelegen in het zuiden van Zweden.
- Schoolstraat – Waar vroeger de Noorderschool voor lager onderwijs uit 1883 was gevestigd.
- Schoutenweg –
- Schrijversweg – Erve Schrijver, boerderij in Oxe die eigendom was van klooster Ter Hunnepe
- Schrijvertje – Schrijvertje, kever die leeft op het water
- Schuilingstraat – Roelof Schuiling (1854–1934) Publicist en leraar aardrijkskunde aan de Deventer kweekschool
- Schurenstraat – Vroeger een weg die naar schuren op de Deventer enk leidde
- Schuttersveld – Terrein waar tot begin 20e eeuw de schutterij oefende
- Sering – Sering, struikvormige plant
- Severdinkstraat – Naar boerderij Severdink (Kolkman)
- Siemelinksdwarsweg – Verbindingsweg tussen Siemelinksweg en Zweedsestraat
- Siemelinksweg – Genoemd naar het voormalige erve Siemelink

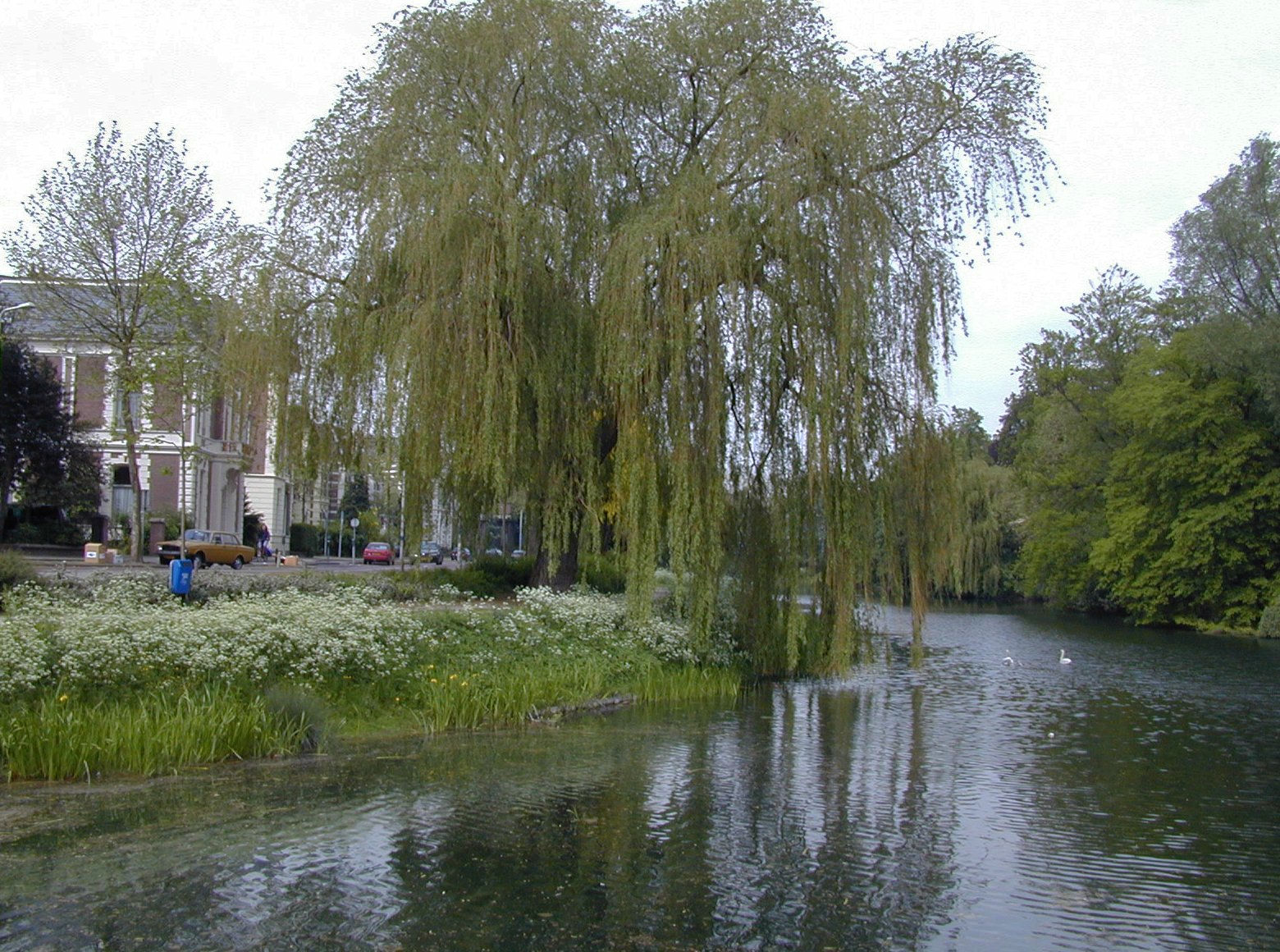
Singel (2002)

- Sijzenbaan – Sijzenbaan, opstelling om zangvogels te vangen met netten[12]
- Sijzenbaanplein – Plein aan de Sijzenbaan[12]
- Simon Meeuwspad – Simon Meeuws, 16e-eeuws landmeter uit Edam
- Singel – Deel van de Deventer omgrachting
- Singelstraat – Straat naar de Singel
- Sint Geertruidenhof – Naar het voormalig Sint Geertruidenziekenhuis (1472-1985[60][noot 6]), voormalig ziekenhuis dat van 1940 tot 2008 op deze locatie stond.[59][61] Het ziekenhuis was genoemd naar Sint Gertrudis van Nijvel.[64]
- Sint Jansstraat – Genoemd naar Sint Jan
- Sint Jozefplein – Naar het voormalig Sint Jozefziekenhuis[60] (1875-1985[60][noot 6]) dat van 1956 tot 2005 op deze locatie zat.[134][135] Het ziekenhuis was genoemd naar Sint Jozef van Nazareth.
- Sint Jozefstraat – idem
- Sint Jurriënstraat – Sint Jurriën
- Sint Olafstraat – Genoemd naar de heilig verklaarde Olaf II van Noorwegen (ca. 995 – 1030)
- Slangenburg – Slangenburg, kasteel buiten Doetinchem
- Slauerhoffgaarde – Jan Jacob Slauerhoff (1898–1936), Nederlands dichters en romanschrijver
- Sleutelbloem – Sleutelbloem, plantengeslacht
- Slingestraat – beek langs Groenlo en mondt uit in de Berkel tussen Lochem en Borculo
- Sloetstraat – Coenradt-Willem Sloet (1742–1809), postmeester en burgemeester van Deventer
- Slonninkweg – Naar de voormalige boerderij Slonnink in Colmschate
- Sluisstraat – Straat bij de voormalige Pothoofdsluis
- Smallepad – Straat tussen Rielerweg en Rozengaarderweg, voorheen pad van geringe breedte
- Smedenstraat – Straat waar sinds 1315 smederijen waren gevestigd[12]
- Smidsgang – Steeg richting Smedenstraat
- Smokkelpad – Pad dat halverwege de 19e eeuw gebruikt werd om de tol aan de Laan van Borgele te ontwijken.[100]
- Smyrnadwarsstraat – Zijstraat van de Smyrnastraat
- Smyrnastraat – Waar voorheen de fabriek voor onder andere smyrnatapijten was gevestigd[1]
- Snipperlingsdijk – Dijk bij de buurtschap Snippeling[28]:p24
- Solingenstraat – Solingen, plaats in Duitsland
- Somervaart – Somersvaart, ook wel Somervoert of Somersfoirt, voormalige boerderij eigendom van klooster Ter Hunnepe[28]:p8,49
- Somervaartpad – Pad bij de Somervaart
- Sontstraat – zeestraat tussen Denemarken en Zweden
- Spaarnestraat – rivier in Noord-Holland
- Spaarpotstraat –
- Speenkruid – Speenkruid, plant uit de ranonkelfamilie
- Spijkerboorsteeg – Spijkerboor, steeg lijkt op een plattegrond enigszins op een spijkerboor[12][noot 7]
- Spijkerpad – Pad waaraan een spieker stond
- Spikvoorderweg – Weg over het voormalig landgoed Spijkvoorde
- Spildijkspad –
- Spinhuissteeg – Steeg waar een spinhuis was gevestigd
- Spiraalstraat – genoemd naar de spiraalbodem die in 1888 uitgevonden werd door Johannes Auping en het eerste product was van diens beddenfabriek die van 1912 tot 2014 op deze locatie gevestigd was.[23][24]
- Spirea – Spirea, plantengeslacht in de rozenfamilie
- Spitdijk –
- Splithofstraat – Splithof, regentenfamilie in Deventer
- Spoorstraat – Parallel aan de spoorweg richting Zwolle aangelegde straat
- Sportlaan – Weg richting de sportvelden op de Zandweerd
- Sportveldenlaan – Laan langs de sportvelden in de wijk Zandweerd
- Sprinkhaan – Sprinkhaan, onderorde van insecten
- Spuipad – Spui, een rivier in de Zuid-Hollandse delta[137]
- Staalstraat – Jan Frederik Staal (1879–1940), architect
- Stadshof – hof achter de panden aan de Lange Bisschopstraat, Grote Overstraat en de Korte Bisschopstraat in de binnenstad[138]
- Stalpaert van der Wielestraat – Johannes Stalpaert van der Wiele (1579–1630), priester-schrijver te Delft
- Stappedwarsstraat – Zijstraat van de Stappestraat
- Stappestraat – Hendrik Stappe (?–1342), vicarus verbonden aan de Lebuïnuskerk, stichter van het Stappenhuis, onderkomen voor arme ongehuwde vrouwen en passanten
- Starinksweg – Oude boerderij
- Stationsplein – Plein aan de voorzijde van het Deventer spoorwegstation
- Stationsstraat – Straat leidend naar het Deventer spoorwegstation
- Staverenstraat – Staveren, Friese Hanzestad en havenplaats
- Stegemanweg – Johannes (Jan) Stegeman (1840-1895), vestigde in 1865 een spekslagerij in Deventer die uitgegroeide tot vleeswarenfabriek.[74][139]
- Stenenwal – Middeleeuwse verdedigingswal tegen de Vikingen
- Steven Coldeweijpad – Steven Coldeweij (1881–1952), sportbestuurder, o.a. KNVB.[5][6][140] Hij was een achterkleinzoon van Steven van Delden (1789-1858) naar wie de Steven van Deldenstraat in dezelfde wijk genoemd is.[noot 8]
- Steven van Deldenstraat - Steven van Delden (1789-1858) sociaal voorman, doopsgezind schoolopziener, statenlid, raadslid en wethouder van Deventer.[141][noot 8][noot 2] Sportbestuurder Steven Coldeweij (1881–1952), naar wie het Steven Coldeweijpad in dezelfde wijk genoemd is, was een achterkleinzoon van Steven van Delden.
- Stevinhof – Simon Stevin (1548–1620), wis- en natuurkundig ingenieur
- Stieltjespad – Thomas Joannes Stieltjes sr. (1819–1878). Waterstaatkundig ingenieur en politicus
- Stien Kaiserstraat – Stien Kaiser (1938), voormalig langebaanschaatsster[15][16][17]
- Stockholmstraat – Stockholm, hoofdstad van Zweden
- Stoevelaar – Stoevelaar, havezate in Twente
- Stoevenbeld – Oude boerderij
- Stokvisstraat – Stokvis, gedroogde kabeljauw, een van de symbolen van Deventer
- Storminksteeg – Erve Stormink, oude boerderij in Colmschate
- Storminkstraat – Erve Stormink
- Striksteeg –
- Strockelstraat –
- Stromarkt – Plaats waar stro werd verhandeld[12]
- Suze Groenewegstraat – Suze Groeneweg (1875–1940), eerste vrouwelijk lid van de Nederlandse Tweede Kamer
- Swaefkenstraat – Swaefken, Deventer regentenfamilie
- Swanenburg – Swanenburg, voormalig kasteel bij Genderingen
- Sworminksweg – Erve Swormink, later Klein en Groot Swormink, oude boerderij in Colmschate[41]

### T
- T.G. Gibsonstraat – Thomas Graeme Gibson (1908–1986), Canadees brigadegeneraal. Commandant van de 7e Canadese Infanteriebrigade die Deventer in 1945 bevrijdde. Op 22 april 1945 werd Gibson benoemd tot eerste ereburger van Deventer. Op 6 oktober 1945 nam hij de bijbehorende oorkonde in ontvangst, en kreeg de toenmalige Zwolschestraat een nieuwe naam: T.G. Gibsonstraat.[142][143][144][145]
- Tabaksdwarsstraat – Zijstraat van de Tabaksstraat
- Tabaksstraat – Straat bij de Tabakswal
- Tabakswal – Waar meerdere tabaksfabrieken stonden
- Tamboerslaantje –
- Tapijtstraat – Straat bij de voormalige tapijtfabriek
- Tartustraat – Tartu, Hanzestad in Estland
- Teeuwbeld – Oude veldnaam in Colmschate
- Tesselschadestraat – Maria Tesselschade (1594–1649), kunstenaar en inspirator van de Muiderkring
- Teugseplein – Teuge, plaats in Gelderland
- Teugseweg – Teuge, gemeenschappelijke weide buiten de Bergpoort
- Teunisbloem – Teunisbloem, plantengeslacht
- Theda Mansholtstraat – Theda Mansholt (1879–1956) Directrice Rijksschool voor Landbouwhuishoudonderwijs "De Rollecate" in Deventer[27]
- Theo Boschplein – Theo Bosch (1940–1994), Amsterdams architect
- Theo van Doesburgstraat – Theo van Doesburg (1883-1931), kunstenaar
- Theo van Hoytemastraat – Theo van Hoytema (1863–1917), Nederlands grafisch kunstenaar
- Thom Thomassenstraat – Thomas (Thom) Thomassen (1893–1959), industrieel, medeoprichter van blikfabriek Thomassen en Drijver te Deventer
- Thomas a Kempisstraat – Thomas a Kempis (ca. 1380-1471), middeleeuws augustijner kanunnik, kopiist, schrijver en mysticus
- Tibbensteeg – Waarschijnlijk naar bewoner Tibbe Kremer[12]
- Tichlerstraat – Tichler, Deventer regentenfamilie
- Tielstraat – Tiel, Hanzestad in Gelderland
- Tijinkweg – Erve Tijink, oude boerderij in Colmschate
- Titia Goedhuisstraat– Titia Cornelia Goedhuis-van der Ploeg (1877–1973), arts en feministe. Eén van de eerste twee vrouwelijke gemeenteraadsleden van de gemeente Deventer.[13][20][21][146]
- Titia van der Tuukstraat – Titia Klasina Elisabeth van der Tuuk (1854–1939), schrijfster, vertaalster en feministe[13][147]
- Titus Brandsmaplein – Titus Brandsma (1881–1942), karmelietenpater, hoogleraar en oorlogsslachtoffer
- Tjeenk Willinkstraat – Herman Diederik Tjeenk Willink (1870–1962), voormalig leraar plant- en dierkunde aan de Middelbare Koloniale Landbouwschool en later ook directeur[27]
- Tjoenerstraat – Tjoene, buurtschap en voormalige marke in Diepenveen
- Toon Dupuisstraat – Toon Dupuis (1877–1937), beeldhouwer en medailleur van Belgische afkomst
- Toutenburg – Frederik Schenck van Toutenburg (ca. 1503-1580), eerste aartsbisschop van Utrecht
- Traasterkolkweg – Traasterkolk, waterpartij aan de westzijde van landgoed Traasterbos[41]
- Treurnietsgang – Treurniet, bewoner van een Overstraat. Straat bestaat sinds 1973.
- Treurwilgpad – Treurwilg, bepaalde wilgensoort
- Trijntje Blaauboerstraat – Trijntje Saunders-Blaauwboer (1887–1951), wethouder van onderwijs in Deventer, eerste vrouwelijke wethouder van een grote Nederlandse gemeente
- Truus Schröderstraat – Truus Schröder (1889–1985), beeldend kunstenaar
- Tuinstraatje –
- Twelloseweg – Twello, plaats in Gelderland
- Twentsestraat – Twente, een landstreek in het oosten van Nederland[noot 2]
- Twentolplein – Verwijst naar het Twentol-drama waarbij op 10 april 1945 zeven verzetsstrijders in Deventer om het leven kwamen.
- Twijgstraat –

### V
- Van Boecholtstraat – Van Boecholt, Deventer regentenfamilie
- Van Calcarstraat – Van Calcar, Deventer regentenfamilie
- Van der Landeweg – Gerardus Johannes Lebuinus (Gerrit) van der Lande (1792–1854), industriële pionier in de meel- en chemieindustrie[30][148]
- Van der Marcklaan – Frederik Adolf van der Marck (1719–1800), hoogleraar in de rechtsgeleerdheid aan het Deventer Athenaeum Illustre en patriot[27]
- Van der Meystraat – Jan van der Mey (1878–1949), architect
- Van der Vlugtstraat – Leendert van der Vlugt (1894–1936), architect
- Van der Waalsstraat – Johannes Diderik van der Waals (1837–1923), Nobelprijswinnaar en leraar natuurkunde aan de HBS in Deventer[27]
- Van der Willigenstraat – Volkert Simon Maarten van der Willigen (1822–1878) Hoogleraar[27]
- Van Doetinchemplein – Van Doetinchem, Deventer regentenfamilie
- Van Doetinchemstraat – idem
- Van Durenstraat – Van Duren, Deventer regentenfamilie
- Van Eesterenstraat – Cornelis van Eesteren (1897–1988), architect en stedenbouwkundige
- Van Gesscherstraat – Van Gesscher, vooraanstaande Deventer familie
- Van Haexbergenstraat –Geerlich Hakesberch, stichtte in 1471 bij testamentaire beschikking het Voorster Gasthuis te Deventer
- Van Hetenstraat – Hademan van Heten, schepen en cameraar[noot 9] van Deventer in de periode van 1368 - 1394
- Van Koningsveldstraat – Jacobus van Koningsveld (1824–1866), Nederlands kunstschilder
- Van Lithstraat – Van Lith, Deventer regentenfamilie
- Van Marckelplein – Van Marckel, Deventer regentenfamilie
- Van Mouwijckstraat – Van Mouwijck, Deventer regentenfamilie
- Van Oldenielstraat – Macarius van Oldeniel, burgemeester van Deventer ca. 1595[150]
- Van Ostadestraat – Adriaen van Ostade (1610–1685), kunstschilder
- Van Ravesteynpad – Jan van Ravesteyn (1572-1657), portretschilder en tekenaar
- Van Steenbergenstraat – Rudolf Steenbergen (ca. 1615 – 1680), burgemeester van Deventer
- Van 't Hoffstraat – Jacobus van 't Hoff (1852–1911), winnaar van de Nobelprijs voor de Scheikunde
- Van Tijenstraat – Willem van Tijen, architect die geldt als een van de grondleggers van de Nederlandse sociale woningbouw.[151]
- Van Twickelostraat – Johan Van Twickel (1409–1449) richter van Delden, heer van Twickel
- Van Vredenstraat –
- Van Zalingenstraat – Bernardus van Zalingen (1806-1837), eerste Deventer stadsarchitect (1832-1837), onder meer ontwerper van gebouw 'De Hereeniging' (1836)[noot 4]
- Varlarstraat – Schloss Varlar, klooster in het Duitse Münsterland dat begin 19e eeuw tot kasteel werd
- Vechtstraat – Vecht, rivier in Overijssel
- Veenweg – Weg door het veengebied buiten de stad
- Veerispad – Jacob Bartelz Veeris, waterbouwkundige uit de 17e eeuw
- Veldhommel – Veldhommel, insect uit de aardhommel-groep
- Veldieppad – Veldiep, boom uit de iepenfamilie
- Veldpaperplein – Erve Veldpape, oude boerderij in Colmschate
- Veldstraat –
- Venenstraat – Straat in de wijk De Venen, die genoemd is naar het voormalige veengebied De Veenen waarop de wijk in de jaren ‘30 gebouwd is..
- Venenpad – idem
- Venlostraat – Venlo, Hanzestad in de provincie Limburg
- Venninkweg – Naar erve Vennink
- Verheijdenstraat – Nicolaas Verheijden (15e eeuw), gemeentesecretaris van Deventer
- Verlengde Kazernestraat – Straat in het verlengde van de Kazernestraat langs de Boreelkazerne[noot 2]
- Vermeerstraat – Johannes Vermeer (1632-1675), kunstschilder in de Gouden Eeuw
- Verschoorstraat – Willem Verschoor (1880–1932), Haags architect, onder meer ontwerper van de Nederlands-hervormde kerk te Colmschate
- Versteegstraat – Gerrit Versteeg (1872–1938), stedenbouwkundig architect
- Verwerstraat – Thomas Verwer (ca. 1580 – 1660), burgemeester van Deventer en gedeputeerde ter Staten-Generaal[152][153]
- Verzetslaan – Ter herinnering aan het Verzet in de Tweede Wereldoorlog
- Vestdijkgaarde – Simon Vestdijk (1898-1971), romanschrijver, dichter, essayist, vertaler, muziekcriticus en arts
- 1e Vetkampdwarsstraat – Zijstraat van de Vetkampstraat
- 2e Vetkampdwarsstraat – Zijstraat van de Vetkampstraat
- Vetkampstraat – vruchtbaar veld
- Vijfhoeksweg – Vijfsprong gevormd door Maatmansweg, Gooikersdijk en Vijfhoeksweg[11]:p168[28]:p64
- Vijgeboomgang –
- Vincent van Goghstraat – Vincent van Gogh (1853–1890), postimpressionistisch kunstschilder
- Visbystraat – Visby, Hanzestad in Zweden
- Vispoort –Plaats waar een voormalige middeleeuwse stadspoort stond, waarbuiten aan de IJsselkade vis aangevoerd en verhandeld werd
- Vlaamse Gaai – Vlaamse gaai, vogel
- Vleeshouwerstraat – Hier was al in de 14e eeuw het vleeshuis gevestigd waar alle vleeshouwers hun werkzaamheden uitvoerden en het vlees verkochten[12]
- Vliegend Hert – Vliegend hert, insect
- Vlierspad – Vlier, moerassige veengrond
- Vlinderparkweg – Aan de weg staan drie torenflats met vlindernamen
- Vliststraat – Vlist, rivier in Zuid-Holland
- Vogelslag – Installatie om vogels te vangen
- Volkerakstraat – Volkerak, water tussen Hollandsdiep en Krammer
- Vonderstraat –
- Voorhorst –
- Voortmanweg – Voormalige boerderij
- Vorsselman de Heerstraat – Pieter Otto Coenraad Vorsselman de Heer (1809–1841), hoogleraar wis- en natuurkunde aan het Deventer Athenaeum Illustre[27]
- Vosakkerstraat –
- Vriezenbeltstraat – Oude boerderijnaam

### W
- W.G. van Poortenstraat – Wilhelmus Gerhardus van Poorten (1835-1905), beeldhouwer en houtsnijder[1]
- Waalstraat – Waal, rivier in Nederland
- Waardenborg – Kasteel de Waerdenborch voormalige sterkte bij Holten

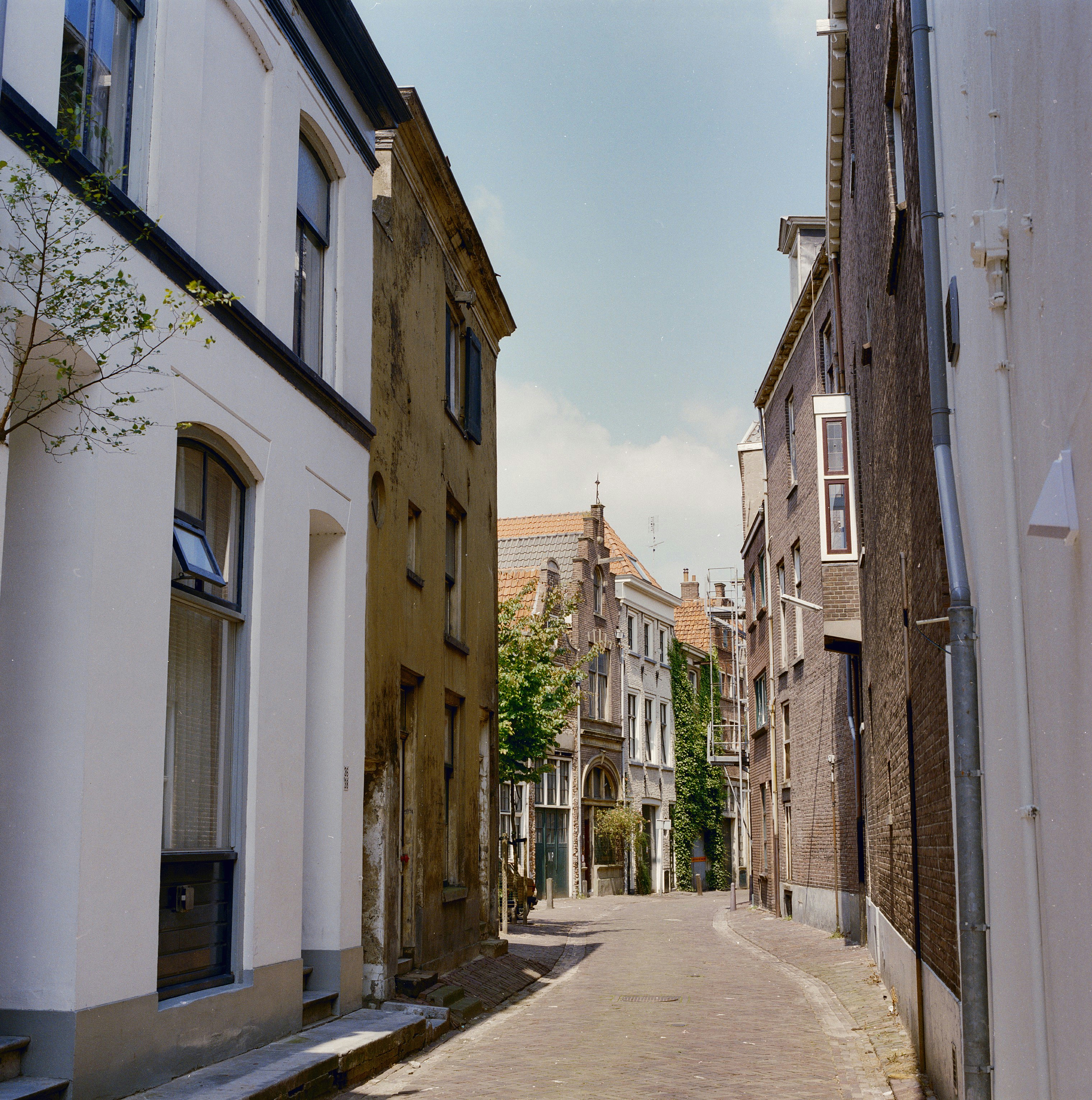
Waterstraat (1990)

- Waldeck Pyrmontstraat – Emma van Waldeck-Pyrmont (1858 – 1934), koningin-regentes der Nederlanden[noot 10]
- Walstraat – Walstraat, straat die parallel liep aan een deel van de Deventer stadsomwalling[12]
- Waltorenpad – Pad nabij de locatie van een voormalige waltoren
- Wanninksakker – Veldnaam
- Wantijstraat – Wantij, water bij Dordrecht
- Warmboldinkstraat – Naar Erve Wamboldink
- Waterdijk – Dijk bedoeld om water te keren in het moerassige gebied buiten de stad Deventer
- Waterhoen – Waterhoen, vogelsoort uit de rallenfamilie
- Waterjuffer – Waterjuffers, een familie van libellen
- Waterlelie – Waterlelie, familie van waterplanten
- Waterstraat –
- Wechelerstraat – Wechele, buurtschap Wechele bij Deventer

- Wechelerweg – Weg door Wechele
- Weegbree – Weegbree, plant

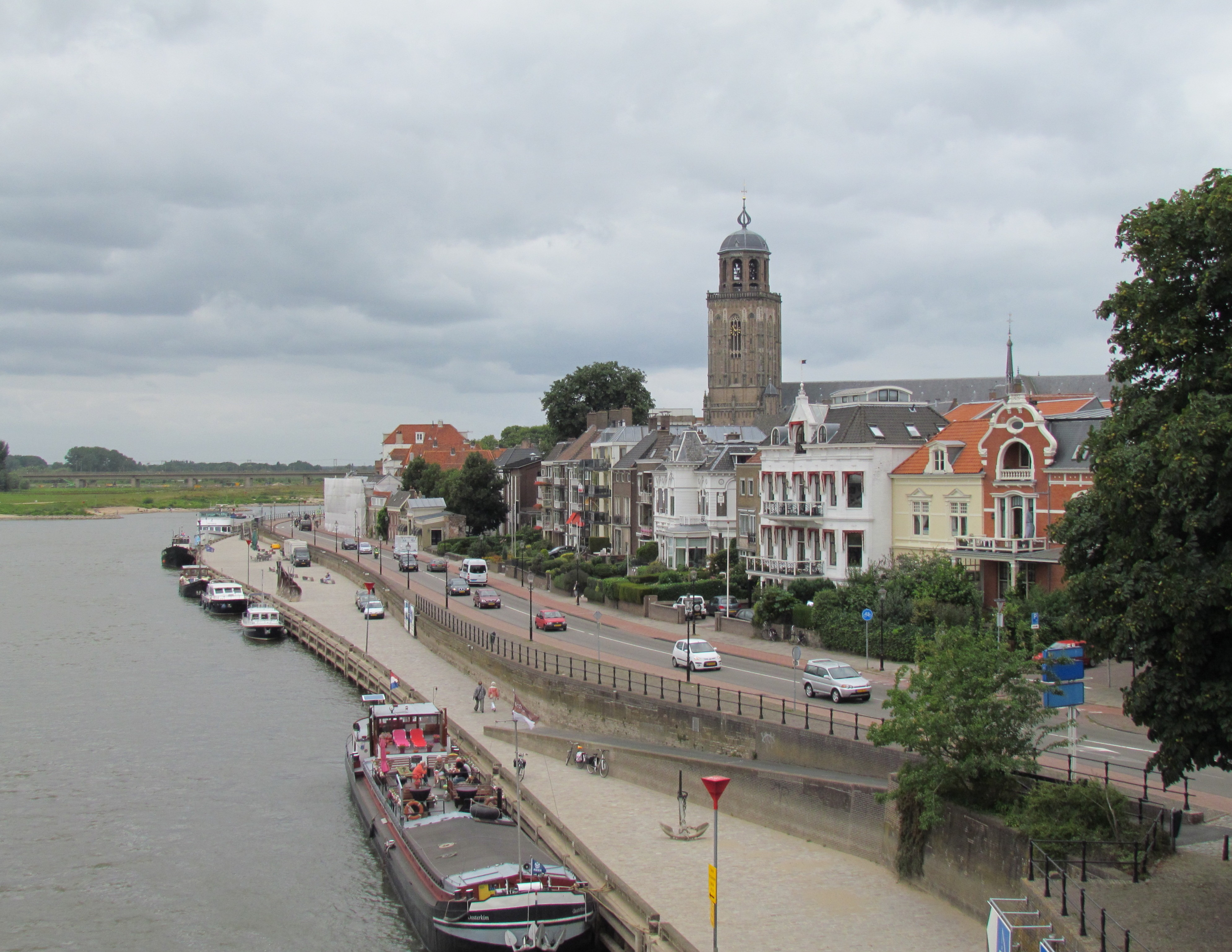
Welle (2013)

- 1e Weerdsweg – De Zandweerd, vroeger een weerd, een vlak landschap, langs de IJssel. Tegenwoordig de naam van de wijk die erop gebouwd is.
- 2e Weerdsweg – idem
- Weg door den Waterpot –
- Weg door Zuid-Salland – Provinciale weg door het zuidelijk deel van de Overijsselse landstreek Salland
- Weissenbruchstraat – Weissenbruch, 19e-eeuwse schildersfamilie
- Welle – Welle, rivierkade in Deventer[12]
- Wellepad – Pad onderlangs de Welle
- Wentholtstraat – Ludolph Reinier Wentholt, waterbouwkundige (1885-1946), van 1928 tot 1935 hoofd van de dienst voor de aanleg van de Twenthekanalen (Bron Deventer Jaarboek 2001, pag. 82)
- Werfstraat –
- Werkluststraat –
- Weseperstraat – Wesepe, dorp tussen Deventer en Heeten
- Wessel Zuselerstraat – Wessel Zuseler, 16e-eeuwse drukker te Deventer
- Westerhuispad –
- Westerkamp –
- Westfalenstraat – Westfalen, Duitse deelstaat
- Wetermansweg – Weg langs huize 't Weterman, gebouwd in opdracht van oud-burgemeester Smijter van Diepenveen
- Weth. Beerentshof – Theo H. Beerents (1892–1978), wethouder van Openbare Werken te Deventer van 1929 tot 1958[154]
- Wezel – Wezel, marterachtig roofdier
- Wezenland – Naar het grondgebied ter plaatse dat eigendom was van het weeshuis.
- Wibbelinksdijk – Erve Wibbelink, lang eigendom van klooster Ter Hunnepe[52]
- Wiebengapad – Jan Wiebenga (1886-1974), Nederlandse architect/ingenieur.
- Wielewaal – Wielewaal, zangvogel
- Wielingenstraat – Wielingen, water in Zeeland
- Wijnand Nuijenpad – Wijnand Nuijen (1813–1839), Nederlandse kunstschilder
- Wilgehaantje – Keversoort uit de familie bladhaantjes
- Wilgweg – Wilg, loofboom
- Wilhelmina Druckerstraat – Wilhelmina Drucker (1847–1925), politicus, feministe, schrijfster en vredesactiviste
- Willem de Zwijgerlaan – Willem van Oranje (1533–1584), ook bekend als Willem de Zwijger
- Willem Kesstraat – Willem Kes (1856–1934), violist, dirigent en componist
- Willem Kloosstraat – Willem Kloos (1859–1938), dichter, belangrijk vertegenwoordiger van de Tachtigers
- Willem Landréstraat – Willem Landré (1874-1948), componist
- Willem Pijperstraat – Willem Pijper (1894-1947), componist en auteur over muziek
- Willem Roelofsstraat – Willem Roelofs (1822–1897), kunstschilder, aquarellist, etser en lithograaf
- Willem Sandbergstraat – Willem Sandberg (1897-1984), ontwerper, typograaf en grafisch ontwerper
- Willem ten Entelstraat – Willem ten Entel (1828–1876), onderwijzer te Deventer[27]
- Willem ten Rijnestraat – Willem ten Rhijne (1649–1700), arts, botanicus en farmacoloog
- Willem van Mechelenstraat – Willem Berthout van Mechelen (?–1301), bisschop van Utrecht
- Willem Witsenstraat – Willem Witsen (1860–1923), Nederlandse kunstschilder en fotograaf
- Wilpse Dijk – Dijk langs de IJssel richting Wilp
- Wingerd – Wingerd, klimplant
- Winterkoning – Winterkoning, zangvogel
- Wismarstraat – Wismar, stad in Duitsland
- Witbol – Witbol, plantengeslacht uit de grassenfamilie
- Wittenstein – Huis Wittenstein, voormalige havezate in de buurtschap Zuideinde bij Kampen
- Witteveenstraat – Willem Gerrit Witteveen (1891–1979), stedenbouwkundige en medeoprichter van ingenieursbureau Witteveen+Bos
- Worp – Het gebied aan de overzijde van de IJssel wordt al in de veertiende eeuw 'Worp' genoemd.[155]:p10[156]
- Wouter van Troostwijkstraat – Wouter Johannes van Troostwijk (1782–1810), kunstschilder, tekenaar en etser
- Wouwermanstraat – Philips Wouwerman (1619–1668), schilder en tekenaar

### Y
- Yperenberg – De Yperenberg (ook wel de Yperenborg) was een versterking aan de westelijke oever van de IJssel ter hoogte van de grens van Deventer. De boerderij nabij die plek draagt dezelfde naam[31]:p11
- Yprompstraat – Ypromp of Iepromp, plaatselijke naam voor Roerdomp[157]

### Z
- Zaagmolenstraat – Straat naar verdwenen houtzaagstellingmolen van Stoffel aan de Lagestraat
- Zaanstraat – Zaan, rivier in Noord-Holland
- Zamenhofplein – Lodewijk Lazarus Zamenhof (1859-1917), filosoof en bedenker van de internationale hulptaal Esperanto
- Zandkever – Zandkevers, insectengroep
- Zandkreekstraat – Zandkreek, water in Zeeland
- Zandpoort – Plaats waar vanaf de middeleeuwen stadspoorten stonden. De Binnen Zandpoort werd in 1669 gesloopt en van de buitenpoort verdwenen ca. 1850 de laatste resten
- Zandviooltje – Zandviooltje, plant uit de viooltjesfamilie
- Zandweerdsweg – De Zandweerd, vroeger een weerd, een vlak landschap, langs de IJssel. Tegenwoordig de naam van de wijk die erop gebouwd is.
- Zenegroen – Zenegroen, plantengeslacht
- Zevenbergenstraat – Zevenbergen, veldnaam ter plaatse
- Zijpestraat – Zijpe, een water in Zeeland
- Zoomkade – Zoom, voormalige turfvaart in Noord-Brabant
- Zuiderzeestraat – Zuiderzee, voormalige zee, thans IJsselmeer
- Zusters van Liefdestraat – Congregatie van de Zusters van Liefde, die in 1875 het eerste Sint Jozefziekenhuis in Deventer begonnen.[158][159][noot 11]
- Zutphenselaan – Laan richting Zutphen, stad in Gelderland
- Zutphenseweg – Weg richting Zutphen. Maakt ten zuiden van de A1 deel uit van de provinciale weg N348
- Zwaluwenburg – Kasteel Zwaluwenburg, bij 't Harde, voor het eerst vermeld in 1326
- Zwarte Hoopstraat – Naar blekerij De Zwarte Hoop die daar ooit gevestigd was
- Zwartewaterstraat – Zwarte Water, rivier in Overijssel
- Zweedsestraat – Zweden, land in Scandinavië
- Zwinstraat – Zwin, voormalige zeearm op de grens van België en Nederland
- Zwolsedwarsstraat – Zijstraat van de Zwolseweg
- Zwolseplaats – Binnenplaats aan de Zwolseweg
- Zwolseweg – Weg richting Zwolle, hoofdstad van Overijssel

## Straten in Diepenveen

### A
- Aan De Bogen – Twee boogvormige straatdelen
- Acaciastraat – Acacia, boom
- Anthonius Matthaeusstraat – Antonius Matthaeus IV (1672-1719), hoogleraar in de rechten te Deventer. Liet bij zijn overlijden een groot bedrag na voor restauratie (1720) van de kerk in Diepenveen (de voormalige kapel van het klooster Diepenveen)[163]
- Averlose Houtweg – Weg door het bos (een weg door het bos werd vroeger houtweg genoemd) richting Averlo[11]:p162

### B
- B.W. Hopperus Bumaweg – Bernhard Wiardus (Wiete) Hopperus Buma (1902-1961), directeur Overijsselse Hypotheekbank
- Baerselmansweg – Baerselman, Diepenveense koekfabrikant?
- Bernhard Dapperstraat – Bernhard Dapper, provisor van het Heilige Geestengasthuis te Deventer 18e eeuw
- Beukenhof – Beuk, loofboom
- Binnenweg –
- Boelenspad –
- Boltelaan –
- Boschhoekweg – Aangelegd bij de villa Boschhoek
- Bouwhuisweg –
- Boxbergerweg – Weg richting Boxbergen
- Bramhaar –
- Brinkerinckbaan – Johannes Brinkerinck (1359-1419), Opvolger van Geert Grote. Rector van het Meester-Geertshuis. Stichter van het nonnenklooster te Diepenveen.
- Burg. Arriënsweg – Jacob Willem Arriëns (1877-1963), Burgemeester van Diepenveen van 1930 tot 1942
- Burg. Crommelinlaan – mr. Samuel Crommelin (1920-1985), Burgemeester van Diepenveen van 1957 tot 1980
- Burg. Doffegnieslaan – Jan Willem Doffegnies (1865–1940), Burgemeester van Diepenveen van 1895 tot 1916
- Burg. Smijterweg – Daniël Gerhard Hendrik Smijter (ca. 1772–1861), Burgemeesters van Diepenveen van 1811 tot 1844 en zijn zoon Reint Johan Smijter (1818–1899), Burgemeesters van Diepenveen van 1844 tot 1895

### D

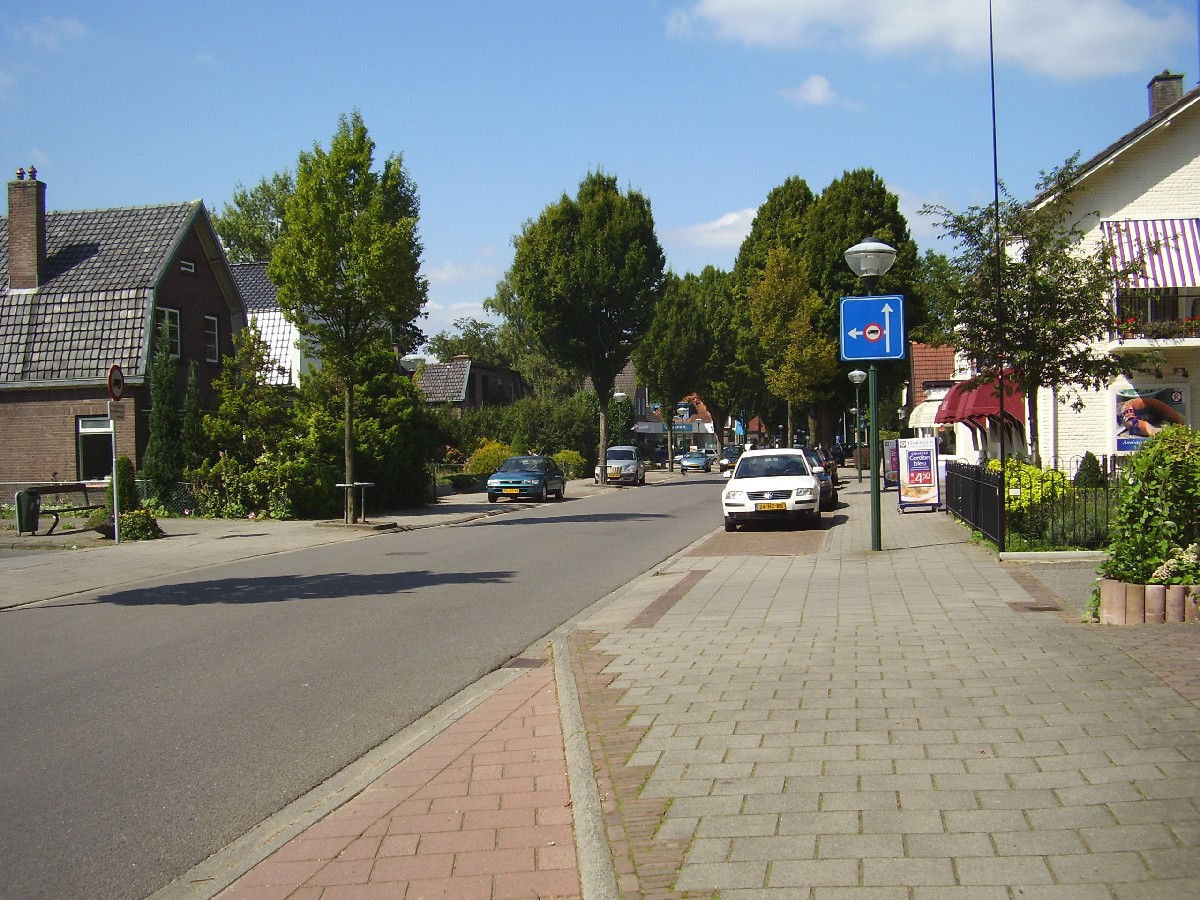
Dorpsstraat Diepenveen (2007)

- De Dennenhoek – Perceel waar vroeger dennen waren aangeplant
- De Kwekerij – Straat op het stuk grond waar van ca. 1900 tot 2009 kwekerij Berends was gevestigd
- De Marke –
- De Nieuwe Aanleg –
- De Rode Hane – Oude boerderij[32]
- De Smalle Weide –
- Dorpsstraat – Hoofdstraat van het dorp Diepenveen
- Draaiomsweg – Naar de voormalige boerderij de Draijomme
- Driehoeksweg –

### E
- Esdoornsingel – Esdoorn, boom

### G
- Ganzekooisweg –
- Gewestlaan –
- Golfweg – Weg waaraan de Sallandsche Golfclub 'de Hoek' is gelegen
- Grutterinkstraat – Naar de voormalige boerderij

### H
- Hemeltjenskamp – Erve Midden Klooster (Hemeltjenskamp)[164]
- Het Bijsterbosch – Bijsterbosch, aannemersfamilie die hier vier generaties gevestigd was
- Het Boerenbosje –
- Hoekweg – Weg over landgoed De Hoek
- Hoevelmansweg –

### I
- IJsseldijk – Dijk met provinciale weg langs de IJssel richting Olst. Maakt deel uit van de provinciale weg N337

### J
- Jachtrustweg –
- Johan Van Twickelstraat – Johan Van Twickel (1409–1449) richter van Delden, heer van Twickel

### K
- Kerkpad – Pad naar de kerk
- Kerkplein – Plein bij de kerk
- Kerkstraat – Straat bij de kerk
- Kieftenweg –
- Kleikoele – Waar klei werd gedolven
- Klein Klooster – Oude boerderij[32]
- Koopmansweg –
- Kozakkenweg – Genoemd naar de kozakken die vanaf deze plek de Noordenbergpoort (huidige T.G. Gibsonstraat) van Deventer in de gaten hieden tijdens het beleg van Deventer (november 1813 – 26 april 1814) tijdens de nasleep van Napoleons terugtocht uit Rusland

### L
- Lambertus van Bommelweg – Lambertus Van Bommel, eerste hervormde predikant in Diepenveen (1695)
- Langs de Wetering – Weg langs de Zandwetering, waterloop ten westen van Diepenveen
- Lichtenbergerlaan –
- Lijsterbesstraat – Lijsterbes, plant
- Lindelaan – Linde, boom

### M
- Meidoornstraat – Meidoorn, struik
- Melchior Van Brielstraat – Melchior Van Briel, Markerichter van de Tjoenermarke, 17e eeuw
- Midden Klooster – Erve Midden Klooster (Hemeltjenskamp)[32][164]
- Molenveldsweg – Weg over het molenveld
- Molenweg – Weg naar de molen

### N
- Neusinksdijk – Oude weg[32][52]
- Nieuwenhuisstraat –
- Noordhoek – Oude boerderij[32]

### O
- Olsterweg – Weg richting Olst
- Oranjelaan – Vorstendom Oranje, waarvan Willem de Zwijger in 1544 prins werd.

### P
- Paalmansdijk – Oude weg[32][52]

### R
- Raalterweg – Provinciale weg richting Raalte. Is tussen Deventer en Averlo de provinciale weg N766, en vanaf Averlo deel van de provinciale weg N348
- Randerpad – Rande, buurtschap en voormalige marke
- Randerstraat – Rande, buurtschap en voormalige marke
- Reiner Zwaeffkenstraat – Reiner Zwaeffken
- Roeterdsweg – Oude boerderij
- Ruiterkamp – Oude boerderij[32]

### S
- Sallandsweg –
- Salome Stickenstraat – Salome Sticken (~1369–1449), priorin van klooster van de reguliere kanunnikessen van Sint Agnes in Diepenveen
- Schapekolkweg –
- Schapenzandweg –
- Schildersstraat –
- Schimmelpennincksingel – Rutger Jan Schimmelpenninck (1761–1825), in Deventer geboren. Door Napoleon in 1805 tot raadpensionaris van de Bataafse Republiek benoemd
- Schuurmansweg –
- Sequoiahof – Sequoia, boom uit de cypresfamilie
- Sleedoornstraat – Sleedoorn, struik
- Slingerbos –
- Snijderspad –
- Stijne Van Sallandtstraat – Seyno Mulart, drost van Salland, 16e eeuw
- Swedera Van Runenweg – Swedera van Runen († 1407), oprichtster klooster Diepenveen 14e/15e eeuw

### T
- 't Weterman –
- Ten Campesingel –
- Toefmars – katerstede (oude boerderij)[32]

### U
- Umbgrovelaan – Umbgrove, regentenfamilie

### V
- Van Doetinchemlaan – Willem van Doetinchem, schout van Deventer, heer van (oud) Rande 16e eeuw
- Van Suchtelensingel – Hendrik van Suchtelen, Burgemeester van Diepenveen in 1811
- Veldhuizerdijk – Weg naar de erven Groot- en Klein Veldhuis[52]
- Veldkampweg –
- Verlengde Randerstraat – Genoemd naar buurtschap Rande
- Voorhorsterbrink –
- Voskersdijk – Oude boerderij[32][52]
- Vossebeltweg – Naar boerderij De Vossebelt die in 1983 afbrandde
- Vulikerweg – Naar erve De Vulik

### W
- Wechelerweg – Weg richting de buurtschap Wechele. Wordt ook wel Driekwartierslaantje genoemd.[noot 12]
- Wetermansweg – Naar het aanliggende erve Weterman, voor het eerst vermeld in 1601
- Weth. Veldwachterhof – H. Veldwachter, wethouder gemeente Diepenveen ca. 1978
- Wildenbergsweg – Naar het aanliggende erve Wildenberg, ten minste 17e-eeuws
- Wilgenmars – ‘Mars’ is laag, drassig en doorgaans vruchtbaar land.[11]:p162

## Straten in Lettele

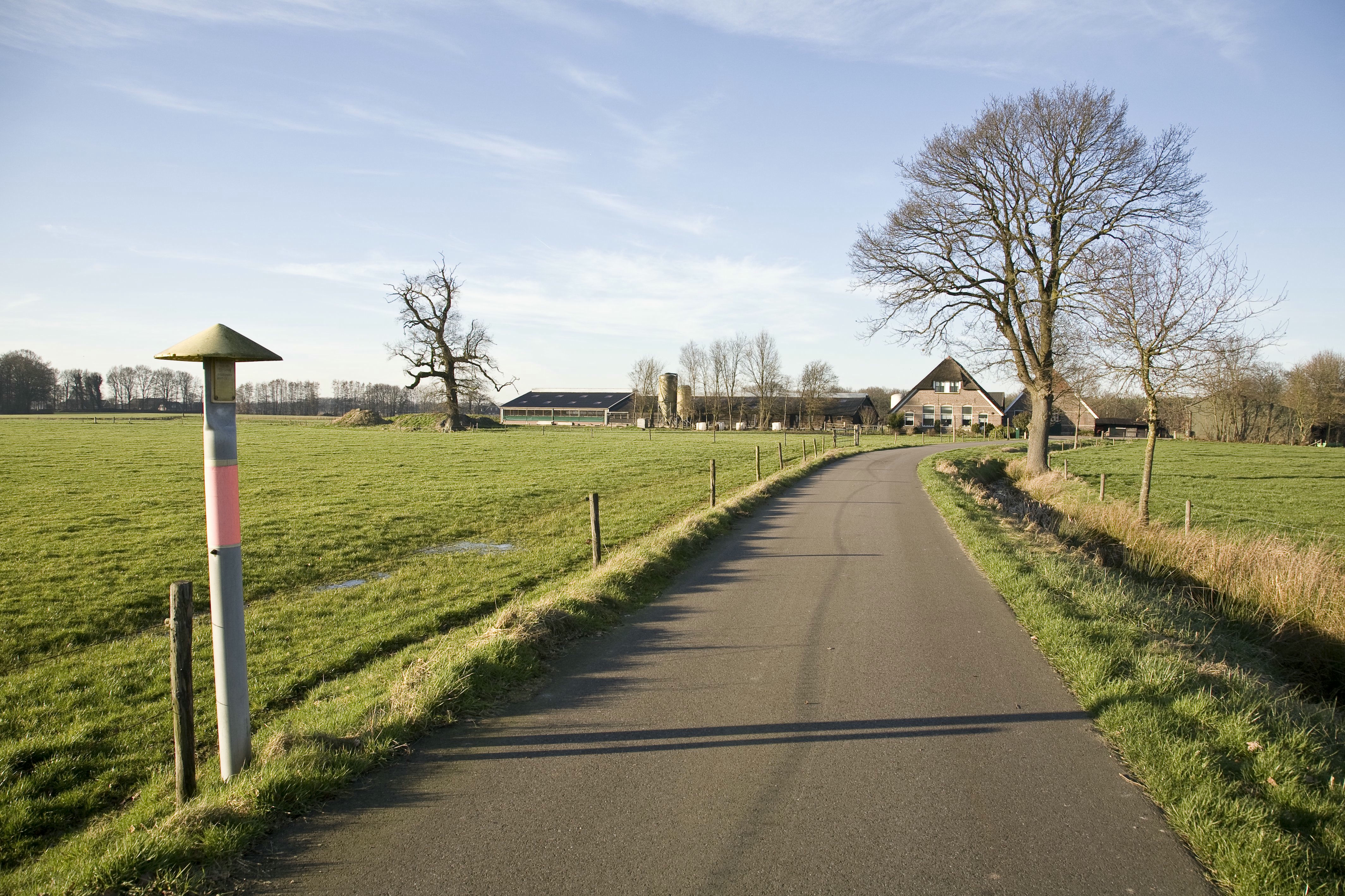
Daggenvoorderpad Lettele (2008)

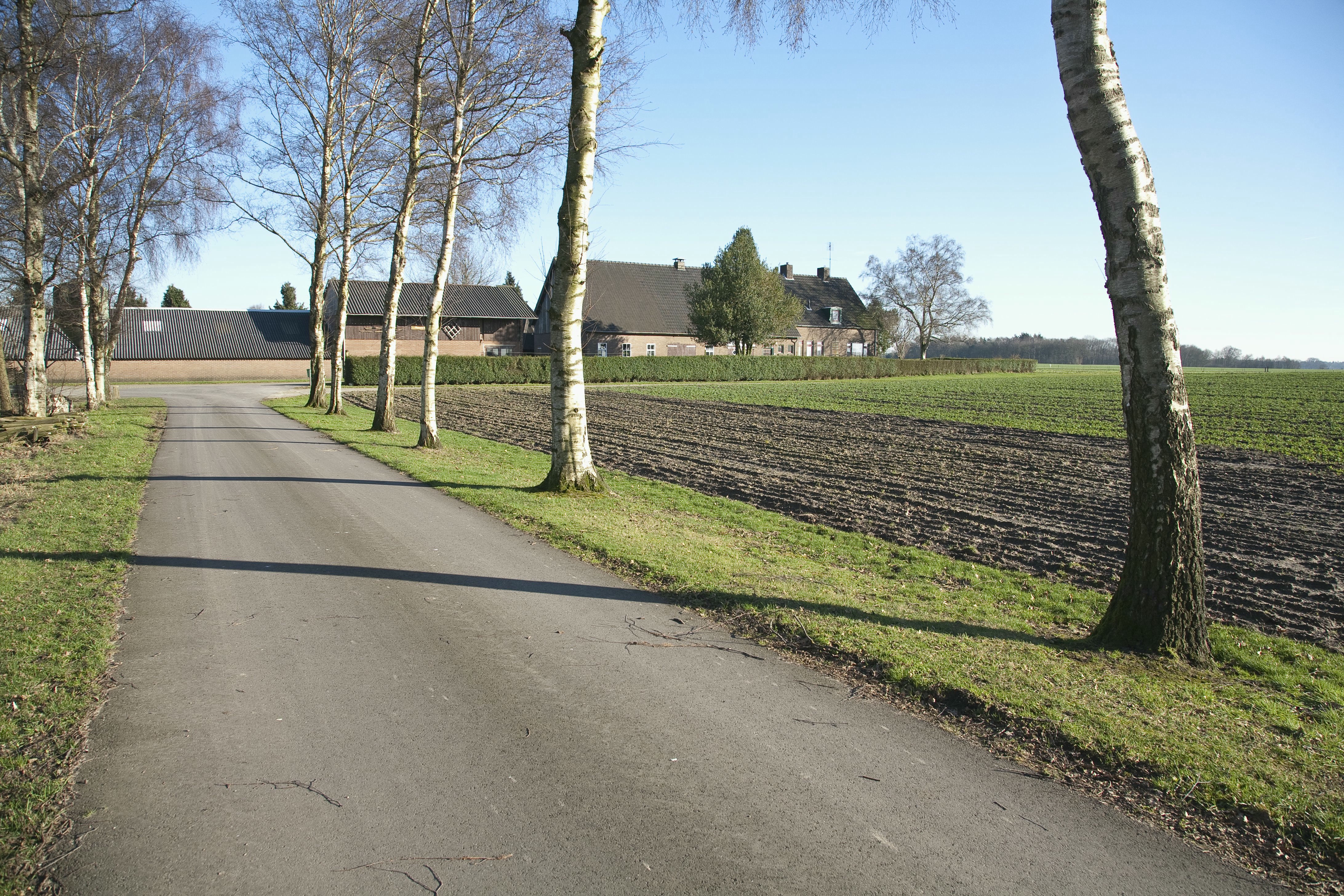
Butersdijk Lettele (2008)

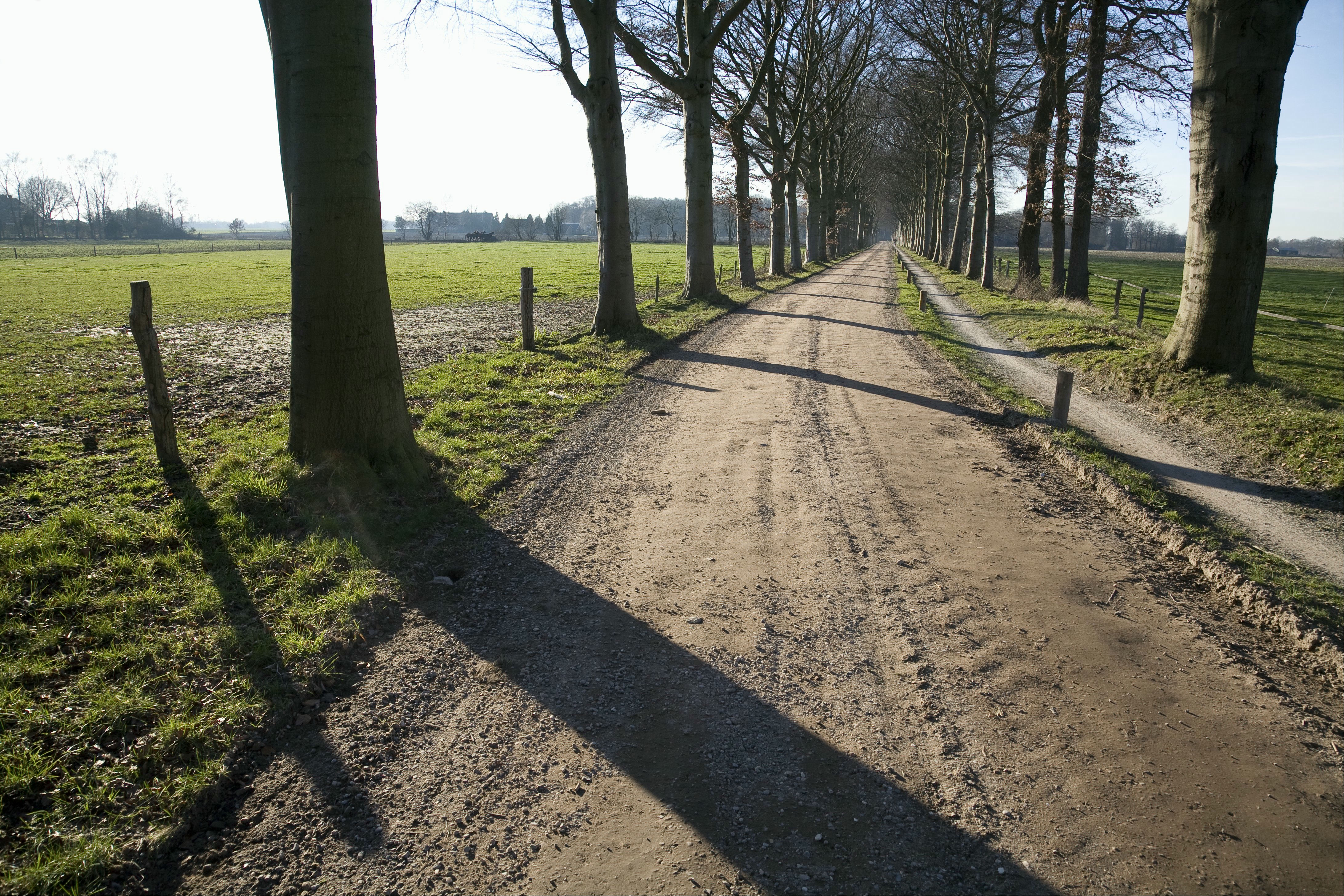
Butersdijk Lettele (2008)

### A
- Aanvangsweg –
- Assinksteeg – Erve Assink in buurtschap De Bannink bij Colmschate[28]:p19

### B
- Bathmenseweg – Weg richting Bathmen
- Bloemenkampsweg –
- Bolinksweg –
- Borgelinksweg –
- Brandkoeleweg – Brandkoele; een kuil (plaatselijk dialect: ‘koele’) waar afvalhout in werd verbrand.[166]
- Breebroeksweg –
- Butersdijk –[52]

### C
- Carlijnplein – Carlijn Achtereekte (1991), schaatsenrijdster geb in Lettele. Won op Olympische Spelen van 2018 in Pyeongchang goud op 3000 meter voor vrouwen.
- Cröddendijk – De Crödde, boerderij met herenkamer[11]:p163[52][167]:p31

### D
- Daggenvoorderpad – Erve Daggenvoorde
- Diepeweg – holle weg
- Doldermansweg –

### E
- Essenhuizerweg –

### H
- Harmelinksdijk –[52]
- Hein Braakhuisstraat – Hendrikus Johannes[168] (Hein) Braakhuis (1899- 1957[32]), prominent inwoner van Lettele en eigenaar bakkerij, maalderij en café Braakhuis,[169] (nu ‘Bras-Koer’, van ±1960 tot 2022 ‘De Koerkamp’[170]).[32][171]
- Hemeltjesweg – Het Hemeltje, boerderij, herberg en spijker, gelegen in de buurtschap Apenhuizen aan de Oude Postweg tussen Bathmen en Holten[41]
- Henk Obdeijnstraat – Henricus Johannes Josephus[172] (Henk) Obdeijn (1929-2005[32]), markant persoon Lettele, aannemer, gekscherend werd hij wel ‘de burgemeester van Lettele’ genoemd. Dat was niet zonder reden: als geen ander kwam hij op voor de belangen van de inwoners. Hij was 30 jaar secretaris van Plaatselijk Belang.[32]
- Het Ommetje –
- Holterweg – Weg richting Holten. Maakt deel uit van de provinciale weg N344.

### I
- Ikkinksweg – Ikkink, oude boerderij[41]

### J
- Jenspad –
- Jonkmansweg –

### K
- Kalverbeltsweg –
- Kapelweide – hier lag een weiland dat behoorde bij de kapel die er in 1820 werd gebouwd en na de bouw van de huidige kerk in 1854 werd afgebroken.[173][174]
- Kiekenbeltsweg – (Klein) Kiekebelt, oude boerderij[41]
- Koerkampsweg – Koerkamp, ook wel Korenkamp of Koorkamp, sinds de middeleeuwen de naam van het gebied waarin Lettele ligt[175]
- Korenkamp – Korenkamp, ook wel Koerkamp of Koorkamp, sinds de middeleeuwen de naam van het gebied waarin Lettele ligt[175]

### L
- Leidepad – Letteler Leide, wetering ten oosten van Lettele
- Lettelervoetpad – pad over de Letteler Enk

### M
- Marsweg – ‘Mars’ is laag, drassig en doorgaans vruchtbaar land.[11]:p162

### O
- Oerdijk – Weg waarover van oudsher in de streek gedolven ijzeroer naar Deventer werd vervoerd[11]:p166[52]
- Oostermaatsdijk – Weg naar landgoed 't Oostermaet, landgoed, al in de 16e eeuw bezit van het Deventer Grote Gasthuis[52]
- Oude Molenweg – Weg richting buurtschap Oude Molen
- Oude Postweg – Deel van de oude weg Deventer-Hannover

### R
- Rensinksweg – Rensink, oude boerderij[41]

### S
- Schotwillemsweg –
- Spanjaardsdijk – Weg die het Spaanse leger gebruikte om richting Deventer te trekken voor het Beleg van Deventer in het jaar 1578 tijdens de Tachtigjarige Oorlog[11]:p168
- Spikvoorderweg – Spikvoorde, landgoed aan de Cröddendijk in de buurtschap Ortele

### T
- Te Winkelsweg –
- Ten Havesweg – Ten Haves, oude boerderij[41]
- Traasterbosweg – landgoed Traasterbos[41][154]

### V
- Vosmansweg –

### W
- Weertshofweg – Weertshof, oude boerderij[41]
- Weg over Sandbergsveld – Familie Sandberg, met name Samuel Johannes Sandberg van Essenburg[176][177]
- Wichinksweg –
- Willeminksweg – Erve Willemink in de Apenhuijsen[39]:p25,41,52,54,56,59,62[41]

### Z
- Zandbelter Molenweg – Weg naar de molen op de buurtschap Zandbelt, tussen Schalkhaar en Lettele

## Straten in Okkenbroek

### A
- Adrianastraat – oude boerderij Adrianahoeve[32][178]

### B
- Boerhofstraat – Frans Boerhof (1848-1922) en zoon Garrad Boerhof (1890-1936), smeden in Okkenbroek.[32][178]

### D
- Dijkmanstraat – Jan Hendrik Dijkman (1905-1996), schoolhoofd in Okkenbroek van 1930 tot 1936.[32][178]

### G
- Grutterinkstraat –

### I
- IJssel de Schepperstraat – Adam IJssel de Schepper (1812–1890) grootgrondbezitter, luitenant van de Deventer Huzaren, bezat in Okkenbroek, Averlo en Lettele veel grond. Liet in 1852 een, nu verdwenen, molen bouwen in Okkenbroek en schonk in 1863 geld en grond voor de bouw van een protestantse kerk.
- Ikkinksweg –Ikkink, oude boerderij[41]

### K
- Klinkenweg –
- Koerselmansweg –

### M
- Muldersweg –

### O
- Oerdijk – Weg waarover van oudsher in de streek gedolven ijzeroer naar Deventer werd vervoerd[11]:p166[52]
- Okkenbroekerveldweg –
- Oosterhuisweg – Oude boerderij Groot Oosterhuis[32]
- Oostermaatsdijk – Weg naar landgoed 't Oostermaet, landgoed, al in de 16e eeuw bezit van het Deventer Grote Gasthuis[52]

### P
- Plasmansweg –

### S
- Schiphorsterweg – Schiphorst, katerstede, later Groot Schiphorst en Klein Schiphorst[32]

### T
- 't Hoge Veld – Oude naam van het gebied waar Okkenbroek ontstond[32]

### V
- Visserhof – Naar de familie Visser die hier generaties lang een winkel annex café uitbaatte

## Straten in Schalkhaar

### A
- Aan de Leide – Douweler Leide, wetering ten oosten van Schalkhaar, tussen Overijssels Kanaal[179] en Zandwetering[180]
- Aarninkskampweg – Genoemd naar de familie Aarnink, bewoners van de boerderij “De Lusthof” van wie de gemeente deze grond kocht[11]:p162
- Alferdinkweg – Middeleeuws erf in de voormalige buurschap(pen) Essen/Ortele, aan rand Rielerenk, genoemd in de ceduul[9] of gewaardenlijst van de Gooijer marke[10] uit 1399[11]:p162
- Artilleriestraat – Artillerie, legeronderdeel
- Avergoorsedijk – Erve Avergoor, gelegen in de buurschap Averlo[11]:p162[52]

### B
- Baarler Marsweg – Weg door het gebied De Baarler Mars. ‘Mars’ is laag, drassig en doorgaans vruchtbaar land.[11]:p162
- Bakkerskamp – Genoemd naar de familie Bakker, bewoners van de boerderij “Haak”, die vroeger aan de Kolkmansweg lag[11]:p162
- Beerninksweg – Erve Beernink, oorspronkelijk Berndinck, gelegen in Averlo[11]:p163
- Biesterveldsweg – Boerderij gelegen aan deze weg[11]:p163
- Boswachter – Boswachter, beheerder die waakt over een stuk bos.[181]
- Brabandsweg – Weg door het op Brabantse wijze ontgonnen Park Braband
- Buddeweg – Hendrik Budde, Landeigenaar 18e/19e eeuw[11]:p163

### C
- Cavaleriestraat – Cavalerie, legeronderdeel
- Colmschaterstraatweg – De oude weg van Schalkhaar naar Colmschate
- Compagniestraat – Compagnie, legereenheid

### D
- Daggenvoorderpad – Erve Daggenvoorde
- Daggenvoorderweg – Erve Daggenvoorde
- De Botterije – Oude boerderij[11]:p166
- De Ganzeboom – De Ganzeboom, buitenplaats in de buurtschap Riele en Wechele, spijker met boerderij en herenkamer
- De Haarmansenk – Familie Haarman, sinds 1882 pachter van boerderij ‘t Hagenvoorde[11]:p165
- De Lindenhof –
- Dijkhuispad – Oude boerderij[180]
- Doornenkamp – Oude boerderij[180]
- Dr. Themmensingel – Dr. Johannes Themmen (1762–1844), arts te Deventer en eigenaar van landgoed De Ganzeboom[180]

### F
- Fokkingshof – Oude boerderij, gelegen aan de Kolkmansweg[11]:p164
- Frieswijkerweg – buurtschap Frieswijk ten noorden van Schalkhaar
- Fuseliersstraat – Fuseliers, legeronderdeel

### G
- Ganzeboomsweg – Erve De Ganzeboom[11]:p164
- Garderegimentsweg – Garderegiment, legeronderdeel. Een bataljon van het Garderegiment Fuseliers Prinses Irene was in de nabijgelegen kazerne gelegerd
- Garnizoenstraat – Garnizoen, militaire bewakingstroepen van een bepaalde stad
- Geniestraat – Genie, legeronderdeel
- Groot Wielens – Oude boerderij[180]

### H
- Haakshof – Genoemd naar de boerderij “Haak”, die vroeger aan de Kolkmansweg lag en achtereenvolgens bewoond werd door de families Schreurs en Bakker[11]:p165
- Hagenvoorderdijk – Hagenvoorde, oude boerderij in de buurschap Wechele. Reeds in 1301 als ’t haddenvoorde vermeld in documenten van het Deventer Heilige Geest Gasthuis[11]:p165[52]
- Het Hooiland – Ontleend aan het gebruik van de grond door de bewoners van erve ‘t Hagenvoorde[11]:p165
- Het Koeland – Ontleend aan het gebruik van de grond door de bewoners van erve ‘t Hagenvoorde[11]:p165
- Hietbergsweg – Erve Heetbergh, gelegen in Averlo[11]:p165
- Hofmeijerskamp – Hofmeijer, boerderij/familie[180]
- Horsterhoekweg – Horsterhoek, gebied ten zuidoosten van Schalkhaar[180]
- Hunneweg – Erve De Hunne, gelegen in Averlo[11]:p165

### I
- Infanteriestraat – Infanterie, legeronderdeel
- Iwlandsweg – Erve Iwland, gelegen in Averlo. Iwland is een verbastering van de vroegere naam Nyeiweland (‘Nieuwland’)[11]:p165

### K
- Kampweg – Toegangsweg naar de Laarmanskamp[11]:p165
- Kanaaldijk Oost – Weg langs het Overijssels Kanaal[179], op de oostelijke oever. Weg bestaat sinds de aanleg van het kanaal in 1851[11]:p165
- Kanaaldijk West – Weg langs het Overijssels Kanaal[179], op de westelijke oever. Weg bestaat sinds de aanleg van het kanaal in 1851[11]:p165
- Kappertsteeg – In 1823 nog Kappersteeg. Komt van erve De Kappe, later Kappert[11]:p165
- Kappertsveldweg –
- Kerkweg – Weg richting de Nicolaaskerk in Schalkhaar
- Klein Wielens – Oude boerderij, gelegen aan de Oerdijk, juist voorbij de splitsing met de Colmschaterstraatweg[11]:p165
- Koeweg – Route waarlangs koeien werden gedreven
- Kolkmansweg – Oude boerderij aan deze weg, die tot 1851 Gorsselseweg heette. Die naam werd zinloos na de aanleg van het Overijssels Kanaal in 1851[11]:p166
- Koningin Julianaweg – Juliana der Nederlanden (1909–2004)
- Koningin Wilhelminalaan – Wilhelmina der Nederlanden (1880-1962). Tot 1956 heette deze weg Spanjaardsdijk[11]:p166
- Kraaikenpad – Katerstede op de Rielerenk 17e/18e eeuw[180]
- Kranekampsweg – Erve Kranenkamp, genoemd in de ceduul[9] of gewaardenlijst van de Gooijer marke[10] uit 1399[11]:p166

### L
- Laarmanskamp – Genoemd naar de familie Laarman, bewoners van de boerderij “De Meijershof”, die lag op de hoek van de Timmermansweg en de Laarmanskamp[11]:p166
- Lindeboomsweg – Naar de Lindeboom die er sinds mensenheugenis staat
- Linderweg – Weg in de buurtschap Linde
- Lipmansweg – Erve Grote Lippe in Averlo[11]:p166
- Lobbertsweg – Ikkink, oude boerderij[11]:p230[41]

### M
- Malbergerweg – Erve Malbergen in Averlo[11]:p166
- Marechausseestraat – Marechaussée, militaire politie
- Mensinksdijkje – Weg bij erve Mensink[52]
- Midlijkerdijk – Erven Grote en Kleine Middelwyck in Averlo[11]:p166[52]

### N
- Nijmeijerstraat – Boerenerf van Albert Nijmeijer oorspronkelijk aan de Oerdijk gelegen

### O
- Oerdijk – Weg waarover van oudsher in de streek gedolven ijzeroer naar Deventer werd vervoerd[11]:p166[52]
- Oosterwechelsweg – Genoemd naar de familie Oosterwechel (oorspronkelijk Oostwechel), bewoners van de boerderij “Ten Dijke”, die vroeger lag waar nu in Deventer de kruising is van de Herman Boerhaavelaan/Hoge Hondstraat/Margijnenenk en Van Oldenielstraat[11]:p167
- Oude Rielerweg – Weg richting voormalige buurtschap Riele, het huidige dorp Schalkhaar. De buurtschap wordt al genoemd in 1381[11]:p167

### P
- Parksingel – een singel is een ‘buitenwal’. De Parksingel is een van de oorspronkelijke wegen in Park Brabant (ca. 1900)[11]:p167
- Pastoor Staalpad – Johannes Staal werd in 1693 de eerste pastoor van de statie Kolmschate[180]
- Pastoor vd Vondervoortstraat – Andreas van der Vondervoort werd in 1809 de laatste pastoor van de statie Kolmschate[180]
- Pastoorsbosje – Weg genoemd naar het naastgelegen Pastoorsbos, het bos bij de Nicolaaskerk in Schalkhaar[11]:p167
- Pastoorsdijk – Weg richting Nicolaaskerk. Tot 1938 eigendom van de parochie[11]:p167[52]
- Prins Bernhardweg – Bernhard van Lippe-Biesterfeld (1911–2004), echtgenoot van Juliana der Nederlanden
- Prins Willem-Alexanderwg – Willem-Alexander der Nederlanden (1967), eerste zoon en opvolger van Beatrix der Nederlanden
- Prinses Beatrixweg – Beatrix der Nederlanden (1938), eerste dochter en opvolgster van Juliana der Nederlanden
- Prinses Christinaweg – Christina der Nederlanden (1947–2019), vierde en jongste dochter van Juliana der Nederlanden
- Prinses Ireneweg – Irene der Nederlanden (1939), tweede dochter van Juliana der Nederlanden
- Prinses Margrietweg – Margriet der Nederlanden (1943), derde dochter van Juliana der Nederlanden

### R
- Raalterweg – Provinciale weg richting Raalte. Is tussen Deventer en Averlo de provinciale weg N766, en vanaf Averlo deel van de provinciale weg N348. Tot het eind van de 19e eeuw heette (een deel van) deze weg Weerdsdijk[11]:p159
- Rielerenkweg – Weg over de enk bij de voormalige buurtschap Riele, het huidige dorp Schalkhaar[11]:p167
- Rielermatenweg –
- Rondekamp – Oude boerderij[180]
- Rozebotteltuin – Dit gebied werd vroeger gebruikt voor het kweken van rozenbottels voor de farmaceutische fabriek Noury & van der Lande[11]:p168

### S
- Schalkweg – Oorspronkelijk een zandweg van Park Brabant (ca. 1900) naar het dorp[11]:p168
- Schooldijk – Weg naar erve Balkenbroek, de boerderij in Linde waar meester Jan Balkenbroek in 1725 begon kinderen uit de omgeving les te geven[11]:p168;207[52]
- Schreurshof – Genoemd naar de familie Schreurs, bewoners van de boerderij “Haak”, die vroeger aan de Kolkmansweg lag[11]:p165
- Slinkmansweg –
- Smidsweg – Aan deze weg woonde de smid Verwoolde[11]:p168
- Spanjaardsdijk – Weg die het Spaanse leger gebruikte om richting Deventer te trekken voor het Beleg van Deventer in het jaar 1578 tijdens de Tachtigjarige Oorlog[11]:p168
- Stittelerweg – Oude boerderij[180]

### T
- 't Mensink –erve Mensink, oude boerderij[11]:p166
- Timmermansweg – Genoemd naar de nabijgelegen timmerfabriek[11]:p168
- Tolnerinksingel – Erve Tolnerink, Middeleeuws erf aan rand van de Rielerenk, genoemd in de ceduul[9] of gewaardenlijst van de Gooijer marke[10] uit 1399[11]:p168

### V
- Van der Wijcklaan – Familie Van der Wijck, eigenaar landgoed De Kolk 19e eeuw
- Voorhorsterweg – Oude boerderij
- Vosmanskamp – Genoemd naar de familie Vosman, bewoners van de boerderij “Klein Wielens”, gelegen aan de Oerdijk, juist voorbij de splitsing met de Colmschaterstraatweg[11]:p168

### W
- Waterdijk – Oude bosweg in moerassig gebied nabij het landgoed in Frieswijk[11]:p168[52]
- Wechelerweg – Weg richting buurtschap Wechele[11]:p169
- Weg in de Allemansgading –
- Werninkstraat – Middeleeuws erf in de voormalige buurschap(pen) Riele, genoemd in de ceduul[9] of gewaardenlijst van de Gooijer marke[10] uit 1399[11]:p169
- Weseperweg – Weg richting Wesepe
- Wesselinksdijk – Naar het erve Wesseling in Averlo, in 1427 boerde hier Herman Wesseling[11]:p169[52]
- Wissinkhof –
- Wytenhorstweg – Familie Wijtenhorst, eigenaar huis De Kolk[11]:p169[180]

### Z
- Zandbelterweg – Buurtschap Zandbelt, tussen Schalkhaar en Lettele, genoemd naar een zandverstuiving zoals die in de Gooijer marke[10] veel voorkwam[11]:p169
- Zwijnenbergerweg – Genoemd naar een al in 1570 bestaande katerstede Zwijnenberg in de buurtschap Averlo[11]:p169

## Straten in Bathmen

### A
- Abdisseplein – De abdis van het klooster Ter Hunnepe was erfrichteres van de marke Bathmen en Loo
- Alferinklaan – Oude boerderij
- Anna van Burenplein – Anna van Buren (1533–1558), eerste echtgenote van Willem van Oranje
- Anna van Lintelolaan – Anna van Lintelo, van 1598 tot 1609 abdis van klooster Ter Hunnepe
- Apenhuizerenkweg – Weg over de Apenhuizerenk[182]:p4,10
- Apenhuizerweg – Buurtschap Apenhuizen[183]:p2,5,13
- Arkelsteijnweg – Weg waar ooit kasteel Arkelstein en later een boerderij met die naam stond
- Arkelsteinlaan – Arkelstein, voormalig kasteel

### B
- Baarhorsterdijk –[52]
- Baarhorstweg –
- Banekateweg –
- Bathmense Landen –
- Beekwal –
- Begraafplaatsweg – Weg waaraan de algemene begraafplaats ligt.
- Bergakker –
- Berkendijk –[52]
- Berkenschakel –
- Bettinkdijk –[52]
- Beuginkstraat –
- Biezenakker – veldnaam in de Bathmense Enk in 18e en 19e eeuw
- Bisschopsland –
- Blankenadijk – Blankena, boerderij[52]
- Boermark –
- Boersenk –
- Bomenrand –
- Bonenakker – Akker waarop bonen verbouwd werden[184]
- Braakmanssteeg – Braakman, boerderij
- Brilmanskamp – Erve Brilman (‘De Broake’) aan de Schipbeeksweg in Bathmen[185]
- Brink – Brink, afgepaalde ruimte aan de rand van een woonplaats
- Britspad – Erve Den Brits(z)/Brids in Loo/Zuidloo[39]:p5,19,44,59
- Broekhuisdijk – Erve Broekhui(j)s in Zuidloo[39]:p3,7,11,13,18,22,25,28,30,31,46,52,54,56,61[52]
- Bronsvoorderdijk – Groot Bronsvoort, boerderij in de buurtschap Zuidloo[52]
- Burg. A. Bontekoelaan – Auke Dirks Bontekoe (1866–1916[186][187]), Burgemeester van Bathmen van 1905 tot 1916
- Burg. Bazenlaan – Pieter Willem (Pim) Bazen (1921–1984), Burgemeester van Bathmen van 1962 tot 1983
- Burg. Bogtstralaan – Jan Nicolaas Bogtstra (geb. 1908), Burgemeester van Bathmen van 1945 tot 1960
- Burg. jhr. dr. A. Boreellaan – Jhr. dr. Alfred Boreel (1883–1964), Burgemeester van Bathmen van 1916 tot 1919
- Burg. P.J. Hemmingalaan – Petrus Johannes Hemminga (1880–1964), Burgemeester van Bathmen van 1919 tot 1943
- Bussinksweg –

### C
- Cooleweesweg – Erve Kooldeweij in Loo[39]:p11,24,25,35,36

### D
- De Broake – boerderij 'De Broake' (Brilman) aan de Schipbeeksweg in Bathmen[185]
- De Duffel – Landgoed “De Duffel” in Zuidloo
- De Kuiperij –
- De Poll-laan – De Poll, landhuis bij Bathmen, in 1965 gesloopt
- De Veldkamp-laan – Erve Veldkamp, oude boerderij[39]:p26
- De Vlasakkers –
- Deventerweg – Weg richting Deventer
- Diepenmarsweg – ‘Mars’ is laag, drassig en doorgaans vruchtbaar land.[11]:p162
- Dorpsstraat –
- Dr. Albert Schweitzerlaan – Albert Schweitzer (1875–1965), Duitse arts, lutherse theoloog, filosoof, musicus en zendeling 19e/20e eeuw

### E
- Enklaan –
- Esdoornerf – Esdoorn, loofboom
- Essenzoom – Es, loofboom
- Europalaan – Europa

### G
- Gasthuisweg –
- Geltinkssteeg – Erve Geltink in de Dortherhoek[39]:p4,11,12,28,32,29,51,52,53,56
- Gorsselseweg – Weg van Bathmen naar Gorssel in de gemeente Lochem
- Groene Strook –
- Grote Molenakker –[184]

### H
- Haagbeukerf – Haagbeuk, loofboom
- Hazelaarserf – plantengeslacht Hazelaar
- Henry Dunantlaan – Henry Dunant (1828–1910), Zwitsers bankier, oprichter Rode Kruis en Nobelprijswinnaar in 1901
- Hoekmansweg – Erve Hoekman, oude boerderij[39]:p6
- Hogeweg –
- Holterweg – Weg richting Holten. Maakt deel uit van de provinciale weg N344.
- Hoogesteeg –

### K
- Kerkdijk –[52]
- Kerkmarsweg – ‘Mars’ is laag, drassig en doorgaans vruchtbaar land.[11]:p162
- Kerkplein – Plein bij de Dorpskerk
- Kievitsakker – Akker waarop kieviten nestelen[184]
- Kleinen Traasterdijk – Kleinen Traast, voormalige boerderij[41][52]
- Klumperstraat – Erve Klumper, oude boerderij[39]:p29,58,65
- Koekendijk –[52]
- Koekoeksweg – Erve Koekkoek, oude boerderij[39]:p37
- Koersensweg –
- Koesteeg – Koe, gedomesticeerd rund
- Koningin Emmalaan – Emma van Waldeck-Pyrmont, koningin-regentes der Nederlanden van 1890 tot 1898.
- Koningin Julianalaan – Juliana der Nederlanden (1909–2004)
- Koningin Wilhelminalaan – Wilhelmina der Nederlanden (1880-1962)
- Kranssteeg –
- Kruisakker – Vroeger stonden er vaak kruisen in de nabijheid van akkers, die vooral waren bedoeld ter bescherming van de gewassen[184]

### L
- Laan van Westerkappeln – Westerkappeln (D), zustergemeente van voormalige gemeente Bathmen
- Landeweersdijk – Dijk die deel uitmaakte van de landweer[188]:p6,8,15,24,29,30,40,46,47,53,55,57,59,61
- Langenbergerweg – Erve Langenberg/Langenberch, oude boerderij[39]:p8,11,17,22,31,46,59
- Larenseweg – Weg richting Laren
- Leemkuilsweg – Leemkuil, plek waar leem werd gedolven
- Leppersweg – Naar boerderij Lepper
- Looënkpad – Pad bij de Looënkweg
- Looënkweg – Weg over de Looërenk
- Looërmark – Woonbuurt bij Loo
- Looweg – Weg richting Loo, ten oosten van Bathmen

### M
- Maatboersweg –
- Marsdijk – Erve Den Marshov, oude boerderij[39]:p30,31[52]
- Meesterspad –
- Menopsdijk – Dijk langs de Oude Schipbeek bij De Menop, spijker en landhuis[39]:p8,12,15,21,35,39,52,60[41]
- Menopsweg – De Menop, spijker en landhuis[39]:p8,12,15,21,35,39,52,60
- Meutsteeg – Oude boerderij in Loo onder Bathmen[39]:p9
- Molenhof –
- Molenstraat –
- Molenweg –

### N
- Nassauplein – Huis Nassau, geslacht waaruit het Nederlandse vorstenhuis is voortgekomen
- Noorder Pierkesmarsweg – buurtschap Pieriksmars of Pierkesmars
- Noorderenk – Enk ten noorden van het dorp Bathmen
- Noorderenkpad – Pad over de enk ten noorden van het dorp Bathmen
- Noteboomstraat – Erve Noteboom, oude boerderij in de Dortherhoek.[39]:p18,20,26,38,65

### O
- Oerbosdijk –[52]
- Omerinkstraat – Erve Omerink, oude boerderij in Bathmen[39]:p6,18,29,32,37,41,42,55
- Oranjelaan – Vorstendom Oranje, waarvan Willem de Zwijger in 1544 prins werd.
- Oude Holterdijk –[52]
- Oudendijk –
- Oxersteeg – Oxe, buurtschap ten zuiden van Deventer.

### P
- Paalmansweg – Erve Paalman(s), oude boerderij[39]:p28,58,62,45
- Paddensteeg –
- Peppeldijk – Dijk met populieren beplant
- Peter Mulderstraat – Peter Mulder (1831–1922), geneesheer en verloskundige te Bathmen
- Polakstraat – Middenstandsfamilies begin 20e eeuw
- Postweg – Deel van de oude weg van Deventer naar Hannover
- Pothaarsweg – Erve “De Pothaar”(1767) in Loo, waarschijnlijk genoemd naar een kleine tereinverhoging die een ‘haar’ genoemd werd.[189]
- Prins Bernhardlaan – Bernhard van Lippe-Biesterfeld (1911–2004), echtgenoot van Juliana der Nederlanden
- Prins Clauslaan – Claus van Amsberg (1926–2002), Prins der Nederlanden, prins-gemaal van koningin Beatrix der Nederlanden.
- Prins Constantijnlaan – Constantijn der Nederlanden (1969), derde en jongste zoon van Beatrix der Nederlanden
- Prins Florisplein – Floris van Oranje-Nassau, Van Vollenhoven (1975)
- Prins Hendriklaan – Hendrik van Mecklenburg-Schwerin (1876–1934), gemaal van Wilhelmina der Nederlanden
- Prins Johan Frisolaan – Friso van Oranje-Nassau van Amsberg (1968–2013), tweede zoon van Beatrix der Nederlanden
- Prins Mauritslaan – Maurits van Oranje-Nassau, Van Vollenhoven (1968)
- Prins Willem-Alexanderlaan – Willem-Alexander der Nederlanden (1967), eerste zoon en opvolger van Beatrix der Nederlanden
- Prinses Beatrixlaan – Beatrix der Nederlanden (1938), eerste dochter en opvolgster van Juliana der Nederlanden
- Prinses Christinalaan – Christina der Nederlanden (1947–2019), vierde en jongste dochter van Juliana der Nederlanden
- Prinses Irenelaan – Irene der Nederlanden (1939), tweede dochter van Juliana der Nederlanden
- Prinses Margrietlaan – Margriet der Nederlanden (1943), derde dochter van Juliana der Nederlanden

### R
- Rietakker –
- Rijksweg A1 – Oost-west autosnelweg tussen Amsterdam en de Duitse grens, die ten zuiden van Bathmen loopt.
- Rossemansweg –
- Rutgerspad – Meester Rutgers, hoofd van de Dorpsschool in Bathmen begin 20e eeuw en drijvende kracht achter veel verenigingen.

### S
- Schapespikke – Een spikke was een met takkenbossen gemaakte doorwaadbare plaats voor schapen en mensen. De Schapespikke vormt grofweg de oostelijke grens van de buurtschap Apenhuizen.[190]
- Scheperboersweg – Erve Scheperboer, oude boerderij[39]:p8,38,39,47
- Schipbeeksweg – Weg richting de Schipbeek
- Schoolderserf – ’t Schoolder, oude boerderij in Loo[41]
- Schoolderspad– ’t Schoolder, oude boerderij in Loo[41][191]
- Schoolstraat – straat waaraan de lagere school gevestigd was en is
- Scholtenakker – Afgeleid van veldnaam die voorkwam in Bathmense Enk in 18de en 19de eeuw[184]
- Schouwenbergsweg – Erve Schouwenberg, oude boerderij in Loo[39]:p1,12,21,23,27,34,62
- Seino van Dorthlaan – Seino van Dort (1536–1605) landdrost van Zutphen, Lochem en Groenlo
- Slagmansdijk – Erve Slagman, oude boerderij[39]:p1,44,49,50,57,63[52]
- Smidsweg –
- Spoorstraat – Straat langs de spoorweg Deventer-Almelo
- Sportlaan – Weg richting de sportvelden en sporthal in Bathmen
- Stationsstraat – Straat naar het voormalige spoorwegstation
- Stegemanskamp – Erve Stegeman, oude boerderij[39]:p48,52,57
- Steginksweg – Erve Steging/Stegink, oude boerderij[39]:p 2,27,32,40,43,46,49

### T
- Ter Hunnepeplein – Genoemd het voormalige klooster Ter Hunnepe
- Traasterdijk – Weg naar erve Grooten Traast[41][52]

### V
- Vaanholtsweg – Erve Vaanholt, oude boerderij[39]:p17,25,65[41]
- Veenweg –
- Vegerinkskamp – Naar erve Vegerink
- Veldakker – veldnaam in de Bathmense Enk in 18e en 19e eeuw
- Veldkampsteeg – Erve Veldkamp, oude boerderij[39]:p26
- Vogelzangsteeg – Erve Den Vogelzang, oude boerderij in Bathmen[39]:p43
- Vonkendijk –[52]
- Voorderenk –

### W
- Walnotenhof – plantengeslacht Walnoot
- Weth. Heuvelmanplein - E.W. Heuvelman, wethouder Gemeente Bathmen van 5-9-1978 - 8-1-1987[192][193]:p4
- Willem de Zwijgerlaan – Willem van Oranje (1533–1584), ook bekend als Willem de Zwijger
- Wippertdijk – Den Wippert, oude boerderij in den Kring van Dorth onder Bathmen[39]:p11,28,32,38,39,48,59[52]
- Woertmansweg – Erve Woertman, oude boerderij in Bathmen[39]:p38,31,41,50
- Wolterinkhofstraat –

### Z
- Zandvoortsdijk – Weg waaraan erve Groot Zandvoort is gelegen[52]
- Zegendijk –[52]
- 1e Zuider Pierkesmarsweg – buurtschap Pieriksmars of Pierkesmars
- 2e Zuider Pierkesmarsweg – buurtschap Pieriksmars of Pierkesmars
- Zuidlooërweg – Weg door Zuidloo

## Straten in Colmschate

### A
- A. van der Wallestraat – Ds. Abraham van de Walle (1905-1979), hervormd predikant Nieuwe Kerk Colmschate van 1937 tot 1947[194][195][196]
- Achterhoeksweg – Buitenplaats De Achterhoek[28]:p14,34,50[41]
- Ambtmanstraat –

### B
- Banekaterveld –
- Bloemendalsweg –
- Buitenkamp –

### C
- Colmschaterstraatweg – De oude weg van Schalkhaar naar Colmschate

### H
- Holterweg – Weg richting Holten. Maakt deel uit van de provinciale weg N344.

### K
- Karveel – Karveel
- Keizersweg –
- Koggeschip – Koggeschip, door de Hanze geïntroduceerd scheepstype om goederen te vervoeren

### P
- P. Reichholtstraat – Pieter Reichholt (1802-1882), schoolhoofd/onderwijzer in Colmschate begin 19e eeuw[11]:p205,206

### S
- Smeenkhof – Erve Smeenk, oude boerderij in Colmschate
- Stationsweg – Weg naar het toenmalige spoorwegstation aan de lijn Deventer-Almelo
- Sworminksweg – Erve (Groot) Swormink, oude boerderij in Colmschate[28]:p15

### V
- Veldpaperweg –

### Y
- IJsseldalstraat – Melkfabriek 'IJsseldal' die op deze locatie stond en in 1971 gesloten werd.[197]